# Suger
Suger ( en francés: pronunciación en francés: /syʒɛʁ/ ; en latín : Sugerius) quizás nacido en Chennevières-lès-Louvres en 1080 o 1081, y muerto en Saint-Denis el 13 de enero de 1151, fue un abad y hombre de estado francés.
El abad Suger es una figura mayor de la Edad Media, que trabajó para el florecimiento de las artes, y el desarrollo y consolidación de la monarquía francesa.
Viajó mucho y tuvo una relación especial con el Papa, los obispos y los reyes. Fue un asesor clave de los reyes Luis VI el Gordo y Luis VII el Joven, actuando como regente de este último en 1147 durante la Segunda cruzada. Se le ha descrito como el padre de la monarquía francesa que habría de culminar en el estado de Luis XIV. El Cardenal Richelieu fue el primero que le reconoció como estadista, al colocarle en la galería de su palacio como uno de los veinticinco hombres ilustres de su tiempo por su apoyo a la monarquía francesa. 
La obra de su vida como abad de Saint-Denis consistió en hacer de la basílica de Saint-Denis la necrópolis de los reyes de Francia, aplicando sus ambiciones teológicas y artísticas, y cuya reconstrucción fue fundamental para el desarrollo de una arquitectura ojival y del estilo gótico de arquitectura, aunque algunos cuestionan su rol de “padre” del arte gótico.

## Biografía del abad Suger
Suger fue un hombre que gestionó los asuntos de la Iglesia y del Estado, y al mismo tiempo la pluma. Fue un hombre de acción, un administrador, un hombre de Iglesia y al mismo tiempo un monje preocupado de realizar su vocación como hombre de Dios, al servicio de la oración y de sus hermanos en la abadía.
Suger es un hombre del siglo XII, un siglo de gran renovación, dinamismo y efervescencia en todos los campos, de lo que se llamaría el Renacimiento del siglo XII. Ciertos historiadores, al definir la sociedad de aquella época, hablan de tres órdenes claramente separadas: los que rezan, los que combaten y los que trabajan. Ahora bien, el abad de Saint-Denis fue simultáneamente monje, luego abad, constructor, hombre de guerra, consejero del rey y finalmente regente de Francia, reuniendo así en él mismo las tres órdenes evocadas. Esta multiplicidad de roles se dio también en otros cargos eclesiásticos procedentes de la nobleza en todos los países y que fueron fundamentales en los juegos de poder de la época.
Es imposible comprender en su globalidad la obra del abad Suger de Saint-Denis sin tener en cuenta su actividad de diplomático, representando a la vez a la Iglesia y a Francia en el contexto internacional europeo, sobre todo en el terreno esencial de las relaciones con la Santa Sede.
El último elemento primordial en la vida del abad Suger es la promoción y la gloria de la basílica de Saint-Denis. Acrecentó constantemente su tesoro adquiriendo piezas prestigiosas, y no cesó de renovar los diferentes edificios monásticos desde 1125, hasta la consagración solemne de la basílica en 1144, aportando además un impulso decisivo al arte gótico.
Combinó la astucia de un gran hombre de negocios con un sentido natural de equidad y una rectitud personal (fidelitas) reconocidos por todo el mundo. Fue un genio para el detalle y no obstante capaz de ver los asuntos en perspectiva, poniendo sus cualidades al servicio de dos ambiciones: fortalecer el poder de la Corona de Francia y dar grandeza a la abadía de Saint-Denis.

### Origen, infancia y formación
Se cree mayoritariamente que Suger procedería de una familia acomodada, probablemente de milites minores o pequeños caballeros, que poseían tierras en Chennevières-lès-Louvres, al noreste de París, a unos 18 km de Saint-Denis (sin depender de la abadía), donde habría nacido Suger.
Los medievalistas Régine Pernoud  y Jacques Heers  sostienen, sin embargo, que Suger era hijo de un siervo, familia de campesinos sujeta fiscalmente a la tierra del señor feudal.
Parece que el abad de la abadía benedictina de Saint-Denis, Yves I, pudo haber sido el padrino de Suger. Esto explicaría la elección realizada por el padre de Suger, después de la muerte de su mujer, hacia 1091, de colocar a su hijo cuando tenía nueve años, como oblato dedicado a Saint-Denis más que como novicio, siendo ofrecido ante el gran altar que había sido adornado por el emperador Carlos el Calvo (875-877). En ese momento, el ser oblato era un “ascensor social”, que daba la oportunidad de ocupar los puestos más altos del clero en la edad adulta.
Suger se encariñó con la abadía y le profesó un afecto casi filial que expresará a menudo en sus escritos:

“Nada me era más querido que buscar el honor de la Madre Iglesia, que me había alimentado desde niño con un afecto materno, que me había sostenido en mi infeliz juventud”

Es durante este primer período que se encontrará y trabará relación y amistad con el príncipe Luis, hijo primogénito del rey Felipe I, el futuro rey Luis VI, en la escuela de la abadía de Saint-Denis-de-L’Estrée durante algunos meses en 1091/1092 antes de que este último vuelva con su padre para formarse en el oficio de armas. Conviene destacar que en aquel entonces Francia era un territorio relativamente pequeño con París como centro, si bien, sus reyes contaban con un fuerte prestigio en el orbe cristiano ya que eran ungidos con los Santos Óleos, lo cual les vinculaba con Dios. 
Desde su adolescencia, Suger se dedicó a servir y exaltar su abadía y a defender sus intereses. Asumió la vida oblata fácilmente, y mostró una gran habilidad y un firme conocimiento de los asuntos legales, atrayendo la atención del abad Adam sobre sus cualidades intelectuales. Pasaba sus horas libres estudiando los libros de la biblioteca y las cartas de los archivos de la abadía. Se inició en el latín y frecuentó los autores clásicos. Fue elegido para trabajar en los archivos de la abadía para encontrar documentos que pudieran proteger la abadía de la usurpación por parte de Bouchard II de Montmorency, en la que se especula sobre su participación en la aparición de una carta falsificada, lo que sería un buen ejemplo de su defensa de la abadía.

#### La familia de Suger
Los estudios realizados indican que su familia de milites minores estaba ligada a la familia caballeresca de los Orphelin de Annet-sur-Marne, y por ellos probablemente con la familia Garlande.
Suger fue el segundo de cinco hermanos. El obituario de Saint-Denis proporciona el nombre del padre, Hélinand (Helinandus), un hermano primogénito, Raoul (Radulphus), y una cuñada, Émeline (Emmelina). El tercer hermano se llamaba Pierre y fue también sacerdote, pero se desconocen los nombres de los otros hermanos.
El hermano de su padre, Suger, por el que lleva probablemente su nombre, formaba parte de los ministeriales del entorno del abad de San Denis, Yves I (1072-1093/94), que fue el padrino de Suger. La mujer de su tío, Frédesinde, podría haber sido la amante del abad Yves I y su madrina.
Los cinco sobrinos de Suger obtuvieron diferentes beneficios eclesiásticos, posiblemente favorecidos por su tío: Jean, monje de Saint-Denis, fue enviado a Roma para ocuparse de los intereses de la abadía; Simón, fue canciller real de Luis VII entre 1150 y 1152; Guillermo, fue canónigo de Notre-Dame de París; Hildouin, fue canciller de la escuela de Notre-Dame; y finalmente Gerard.

### De monje a Abad de Saint Denis (1100 - 1122)
Suger estudió unos diez años en la escuela de Saint-Denis-de-L’Estrée para convertirse en monje. En 1104, con veintitrés años, ya estaba presente en la corte del rey Felipe I cuando este exhortó a su hijo Luis a luchar por conservar la torre de Montlhéry.
Dos años más tarde, tras terminar sus estudios en una escuela próxima de Fontevrault, quizás Saint-Benoît-sur-Loire o más probablemente Marmoutier, ya era muy apreciado de su abad Adam y del poder real, comenzando una exitosa carrera en la administración monástica al participar en varias misiones para su abadía, que poseía tierras en varios puntos estratégicos del país.

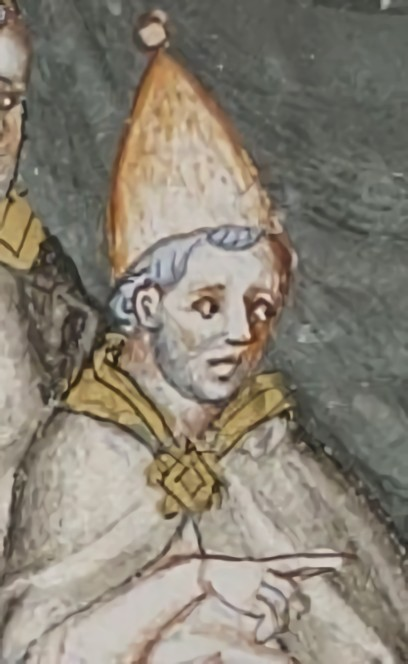
El Papa Pascual II - Miniatura contenida en las Grandes crónicas de Francia (c.)

En la primavera de 1106, Suger se convirtió en el secretario del abad Adam, y fue designado por este para acompañarle al concilio reunido por el legado del papa Pascual II en Poitiers, lo que le permitió familiarizarse con los círculos de la Curia.
En el año 1107, el papa Pascual II vino a Francia para discutir la querella de las investiduras de los obispos entre los papas y los emperadores del Sacro Imperio Romano Germánico. Se dirigió a la abadía de Saint-Benoît-sur-Loire para consagrar la nueva basílica (9 de marzo de 1107), donde fue recibido por la familia real y el monje Suger, enviado allí por su abad. Después, en La Charité-sur-Loire, Suger participó en una gran reunión en la que tuvo que defender, contra el obispo de París, Galon, y en presencia del papa Pascual II, los privilegios de su abadía, mostrando (según las crónicas contemporáneas) sus talentos de orador y su poder de convicción.
Después de una breve estancia en Saint-Martin de Tours (24 de marzo – 3 de abril), Suger tuvo el honor de recibir en presencia del rey y su hijo, al papa Pascual II en Saint-Denis para celebrar los actos de la Pascua, donde el Papa se prosternó humildemente ante las reliquias de la abadía.
En mayo de ese mismo año, Suger fue designado por el rey para acompañar a su abad y ciertos prelados a Châlons-sur-Marne, donde el papa debía encontrarse con los embajadores del emperador Enrique V del Sacro Imperio Romano Germánico. Estos encuentros le permitieron descubrir las costumbres germánicas y familiarizarse aún más con los hábitos diplomáticos de la Santa Sede. En una reunión paralela, el rey fundó la abadía de San Víctor de París, y Suger fue encargado de redactar la carta de fundación.
En 1108, el Abad Adam confió a Suger el cargo de preboste de Berneval, cerca de Dieppe en Normandía. El nuevo intendente no tardó en estudiar el funcionamiento de la administración normanda del duque de Normandía, Enrique I Beauclerc, que era también el rey Enrique I de Inglaterra e hijo de Guillermo el Conquistador, y que aplicaba exacciones ilegales (saqueos, diezmos y empeños). Suger quedó profundamente impresionado por la administración sólida y ordenada del gobernante normando, que contrastaba con el caótico feudalismo francés. 
Respecto al objetivo de realzar el prestigio de Saint-Denis, Suger sufrió dos decepciones profundas en 1108. El rey Felipe I murió en Melun el 29 de julio y había expresado el deseo de ser enterrado no en Saint-Denis, necrópolis de reyes, sino en la abadía de Fleury-sur-Loire, voluntad que fue respetada por su hijo Luis, y el nuevo rey no fue coronado en Reims, como sus antepasados, sino en Orleans. El sueño de Suger era que Saint-Denis se convirtiera no sólo en la sepultura oficial de los reyes y depósito de los atributos reales, sino también en el lugar de coronación real.
A los 28 años, en 1109, fue enviado por el abad como preboste de la posesión de Toury-en-Beauce, cerca de Chartres, que administró durante tres años. Se encontró con que no tenía casi arrendatarios y los peregrinos y mercaderes evitaban el lugar debido a las persecuciones desencadenadas por el castellano Hugo III de Puiset. Suger pidió la intervención del rey Luis VI en una reunión en Melun el 12 de marzo de 1111, en presencia del arzobispo de Sens, el obispo de Orleans, el capítulo de la catedral Notre-Dame de Chartres y varios abades, pero Hugo de Puiset no se presentó a la reunión. Luis VI pidió a Suger asegurar la defensa de Toury. En junio de 1111, en Compiègne, una reunión formada en corte judicial pronunció la confiscación de las propiedades de Hugo de Puiset, se decidió una guerra implacable y la hueste del rey tomó el castillo de Toury en otoño. Fue para Suger una experiencia de violencia y combate, un pecado que marcó su conciencia y del que mostrará sus remordimientos a lo largo de su obra.
En 1112, Suger fue testigo de los acuerdos en Moissy-Cramayel entre el rey y Hugo de Puiset. Pero este último se rebeló de nuevo contra el rey y Suger consiguió resistir sus ataques contra Toury. El rey consiguió volver a tomar el castillo con la ayuda de las tropas reunidas por Suger en el verano de 1112, y arrasó el lugar hasta los cimientos, volviendo a meter en prisión a Hugo de Puiset.
Entretanto, Suger había completado su primera misión lejana, acompañando al abad Adam en marzo de 1112 a Roma, para asistir al Concilio no ecuménico de Letrán (8-23 marzo) donde se discutió la anulación de los derechos de investidura del emperador. En Toury, su tarea se había aligerado por la nominación de un alcalde, Hugues, un siervo liberado del rey.
Existe un vacío sobre el paradero de Suger entre 1112 y 1118. Solo lo encontramos firmando un acto del abad Adam en 1114, como subdiácono y religioso de Saint-Denis, pero parece que en este período Suger se arraiga profundamente en los asuntos reales, favorecido probablemente por los lazos de su familia con los Orphelin y con los Garlande.

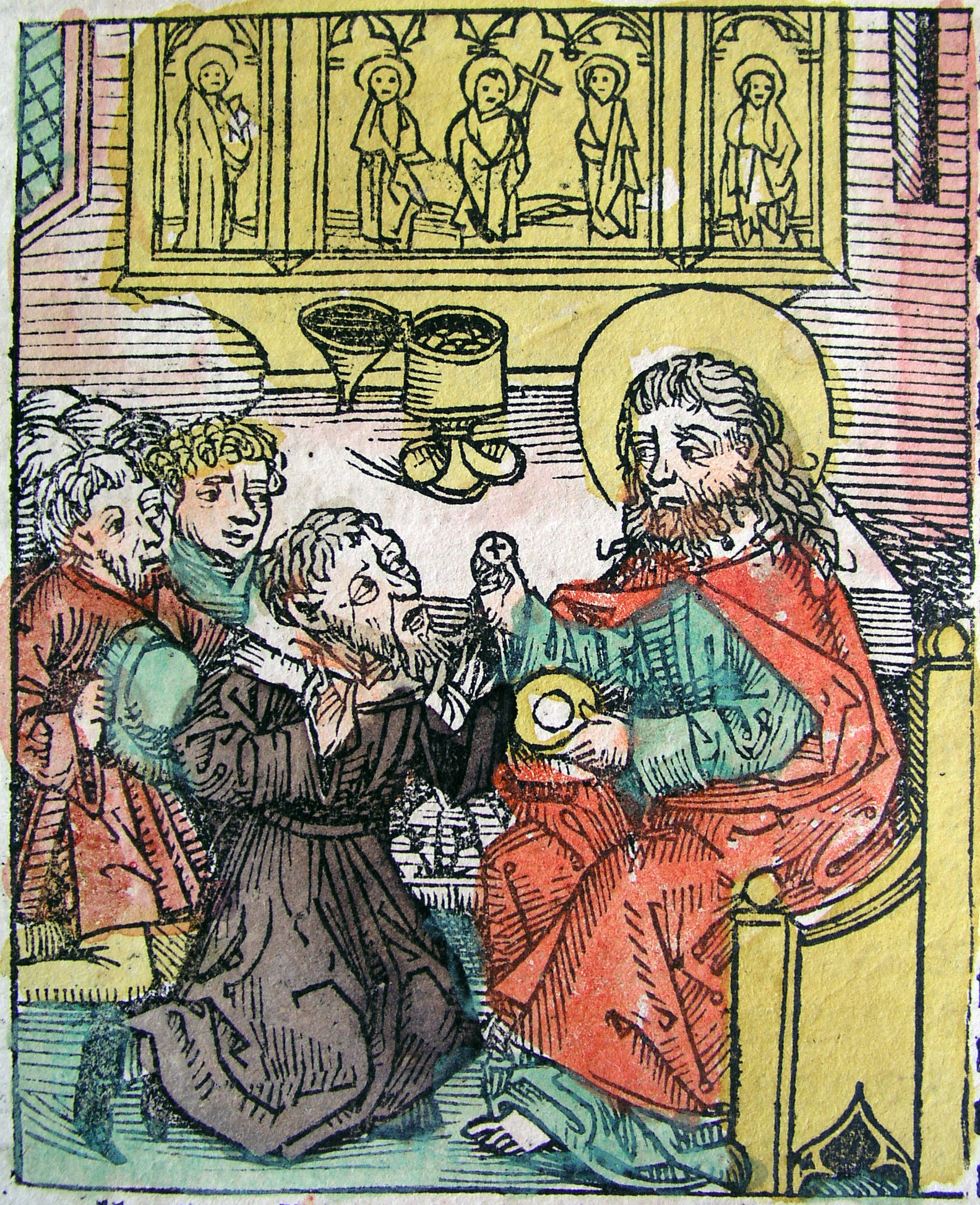
“Sumisión del antipapa Gregorio VIII a Calixto II” de Hartmann Schedel (1440-1514) en la Crónica de Núremberg

El 28 de enero de 1118 muere el papa Pascual II que había sido maltratado y humillado por el emperador Enrique V. La elección pontificia se decantó por un canciller de la iglesia romana, Juan Coniulo, bajo el nombre de Gelasio II. Inmediatamente, Enrique V se precipitó a Roma, organizó un concilio en San Pedro y le opuso un antipapa, el obispo de Braga, Mauricio Burdino, bajo el nombre de Gregorio VIII. Gelasio huyó a Francia y llegó a Marsella el 23 de octubre de 1118, donde fue recibido por el monje Suger en Maguelone (15-30 noviembre) y luego conducido por Suger a Cluny, donde murió el 21 de enero de 1119.
Esta vez, la Curia eligió a un prelado francés, Guy de Borgoña, arzobispo de Vienne y tío de la reina de Francia, que tomó el nombre de Calixto II. Esto reforzó los lazos entre el papado y la Corona de Francia. El nuevo papa reunió un concilio en Reims el 20 de octubre de 1119, y tras fracasar las negociaciones con los enviados del emperador, el 26 de octubre lanzó un anatema contra Enrique V, y volvió a Roma. Más tarde capturó al antipapa Burdino y lo metió en prisión, donde murió en 1137.
En agosto de 1119 tuvo lugar la batalla de Brémule en el conflicto armado entre Luis VI de Francia y Enrique I de Inglaterra por el ducado de Normandía, que Luis intentaba transmitir a los condes de Flandes, vasallos más fiables para él, con victoria de Enrique I. A pesar de ello, Suger logró mantener la confianza y amistad privada de Enrique, y actuar como intermediario con Luis VI.
En 1120, el rey Luis VI y la reina Adela de Saboya depositaron en la abadía de Saint-Denis la corona de Felipe I (enterrado en Fleury-sur-Loire), lo que establecía la institución de las sepulturas reales en Saint-Denis, con el legado obligatorio de la corona y las insignias del rey difunto.
A petición de Luis VI, Suger se unió a la embajada conducida por el abad de Saint-Germain-des-Près para reunirse con el papa Calixto II en el invierno de 1121, con el que se encontraron en Bitonto (Apulia) el 27 de enero de 1122.

### Elección de Suger como Abad de Saint-Denis (1122)
A la vuelta de la embajada en Italia, prevenido por un sueño premonitorio, aprende el 19 de febrero de 1122 por un mensajero la muerte del abad Adam, y su propia elección a la cabeza de la abadía.

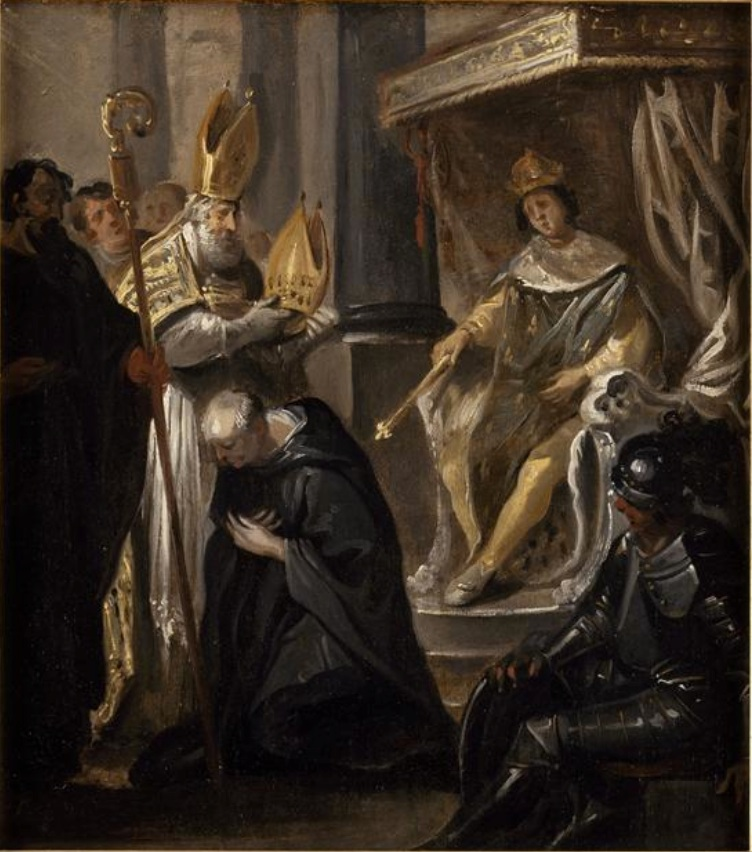
“Suger es hecho abad de Saint-Denis”, cuadro de Justus van Egmont (s. XVII), Museo de Artes de Nantes.

Esta elección se había realizado sin pedir la opinión del rey. Se dice que Luis VI tomó mal inicialmente esta elección, cuando los principales dignatarios y los “más nobles vasallos” sometieron esta elección a su aprobación, pero más tarde le eligió como su principal consejero y ministro.
Esta elección sin el consentimiento previo del rey mostraba de nuevo los problemas de la reforma gregoriana que habían dado lugar a la querella de las investiduras entre el papado, y el emperador y los poderosos. Para el rey, los obispados y abadías eran elementos importantes en la estabilidad de su poder, y no se podía dejar a los clérigos libertad de elección sin correr un riesgo político en un período de disputas feudales. En Francia, Yves de Chartres propuso una solución a este conflicto, separando la parte espiritual de las funciones religiosas reservada a los hombres de la Iglesia, y la parte material que concernía los bienes y derechos señoriales que se podían dejar a una investidura laica.
Suger intentó conciliar esta oposición entre la Iglesia y la Corona, enviando un clérigo romano al papa, y dos emisarios al rey. Al llegar los emisarios se enteraron de que el rey le había otorgado su paz y que la elección había sido aceptada. Volvió por lo tanto a Saint-Denis, donde le esperaban el rey, el arzobispo de Bourges y el obispo de Senlis. El 11 de marzo fue ordenado sacerdote, y fue consagrado el domingo 12 de marzo. A mediados de marzo el rey confirmó las propiedades y privilegios de la abadía concedidos al abad Adam.

### Viaje a Italia. Relaciones con el Papado y el poder
En marzo de 1112, Suger había acompañado al abad Adam al concilio no ecuménico de Letrán, en el que se discutió sobre la anulación de los derechos de investidura del emperador Enrique V, lo que le mostró claramente la cuestión del conflicto entre el poder temporal y el poder espiritual. Sus reflexiones y experiencias le llevaron a hablar de la unidad de la nación.

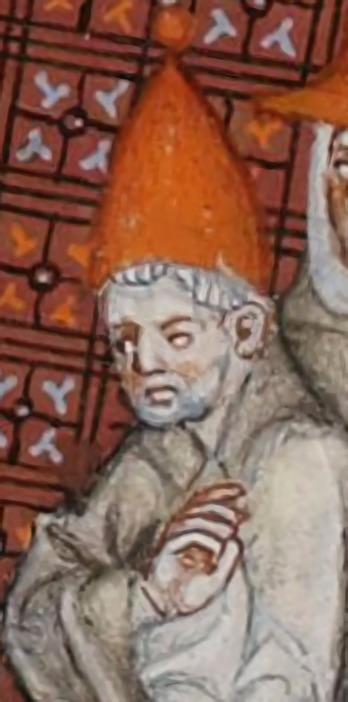
El Papa Calixto II

La primera decisión importante que tomó Suger como abad, fue dirigirse en 1123 a Roma para agradecer la benevolencia mostrada por la Santa Sede. Se quedó en Italia seis meses. Muy bien recibido por el papa Calixto II, asistió al gran Concilio de Letrán (8-30 marzo), en el que participaron 997 prelados, para intentar lograr un arreglo pacífico a la querella de investiduras. Luego visitó en compañía del papa diversas iglesias de Roma, y se dirigió al sur de Italia, a la Campania, donde visitó numerosos santuarios, en gran parte reconstruidos por los Normandos en un estilo combinando la arquitectura paleocristiana de la región con el estilo nuevo instalado tanto en Normandía, como en Inglaterra.
En diciembre de 1124, el papa Calixto II que apreciaba a Suger, lo llamó a Roma "para honrarnos más y así exaltarnos”, probablemente para hacerle obispo, pero al llegar a Lucca se enteró de la muerte del papa y se volvió a Saint-Denis, donde siguió siendo abad hasta el final de su vida.
Es con el papa Calixto II, hombre poderoso y autoritario, con quien Suger tuvo los mejores contactos en Italia y pudo observar su política más imperial que pastoral, apoyada por una propaganda destinada a exaltar el poder pontificio. Calixto inscribió en piedra el símbolo del triunfo del papa sobre el emperador en Roma, e hizo construir una sala de concilios secretos con frescos humillantes para el emperador que mostraban a los papas aplastando a los antipapas bajo sus pies. Suger y otras autoridades eclesiásticas aplaudieron estos frescos, esperando que sirvieran de lección a los antipapas. Las disposiciones de Gregorio VII (s. XI) reforzaban los lazos que sometían los obispos a Roma, y Saint-Denis, era una abadía directamente dependiente de Roma.
En 1130 murió el papa Honorio II. La elección del nuevo papa produjo de nuevo un cisma que iba a durar ocho años. Una de las facciones eligió a Gregorio Papareschi, antiguo legado en Francia, bajo el nombre de Inocencio II, mientras la otra facción eligió más tarde a Pierre Pierleoni, antiguo monje de Cluny y amigo de Luis VI, bajo el nombre de Anacleto II. Este se instaló en Roma, e Inocencio huyó en barco a Francia, pidiendo la ayuda del rey que se encontraba en Saint-Gilles en septiembre.
Inocencio II era un hombre muy competente y estimado. Luis VI, amigo de Pierleoni, dudó en reconocer a Inocencio, pero tras enviar a Suger a Cluny para entrevistarse con él, convocó una asamblea de prelados y nobles en Étampes (septiembre de 1130), y aceptó la elección de Inocencio. Parece que la decisión del clero de Francia en el Concilio de Étampes a favor de Inocencio II frente a Anacleto II fue debido en parte a la opinión y talentos oratorios de Bernardo de Claraval, aunque Suger no lo menciona en la Gesta de Luis VI (Vita Ludovici Grossi).
El rey y su familia le recibieron en Saint-Benoît-sur-Loire. Más tarde, el rey Enrique I de Inglaterra le reconoció el 13 de enero de 1131, y el rey germano Lotario II el 22 de marzo de 1131. Inocencio se apoyó en la nueva espiritualidad y las nuevas órdenes religiosas como la de los cistercienses, frente a un Anacleto apegado a una espiritualidad anticuada del monacato benedictino.
Inocencio celebró las fiestas de Pascua en la iglesia de Saint-Denis, a la que "consideraba como su hija”. Suger le recibió el miércoles santo 15 de abril de 1131, y siguió todos los oficios de la Pasión. Luego fue a la iglesia de los mártires de l'Estrée, con tal pompa que Suger, que la describió en detalle, quedó muy impresionado por ella. Jamás se había visto en Francia tanto fasto y riqueza en la acogida a un pontífice, y Suger fue en parte responsable de ello por su amor a los bellos materiales, reflejos de la beldad divina, y por los fastos de la iglesia romana que él había contemplado en Italia.
El 26 de mayo de 1131 el papa se instaló en Compiègne. El 18 de octubre tuvo lugar un concilio en Reims, en el curso del cual el papa tuvo que consolar al rey Luis por la muerte accidental de su hijo Felipe tres días antes. Suger, que estaba presente, logró que se consagrase al hijo pequeño del rey, Luis VII, por Inocencio II el 25 de octubre. En 1131, en Ruan, el papa Inocencio II confirmó todos los privilegios y donaciones a Saint-Denis efectuadas por los reyes y los papas, apoyándose en la devoción particular de Suger hacia la Santa Sede y la reforma que había introducido en su abadía.
En plena madurez, Suger gestionaba los asuntos materiales y espirituales de su monasterio, y ayudaba a la gestión de los asuntos del reino de Francia y del papa.
Suger trabajó para mejorar las relaciones entre la Corona de Francia y la Santa Sede, que habían sido más que tensas en la época de Felipe I. Con su habilidosa dirección, las relaciones entre la Corona y la curia llegaron a convertirse en una alianza que fortaleció la posición interna del rey, y que logró neutralizar a su enemigo externo más peligroso, el emperador alemán Enrique V.

### Consejero de los reyes Luis VI y Luis VII (1122 - 1147)

Mapa de los territorios de Francia en 1030

Respecto a sus relaciones con el poder temporal, en la época de Suger, la monarquía francesa experimentaba un ascenso lento pero seguro. El rey iba ganando poder gradualmente sobre sus nobles rebeldes. Como abadía real, Saint-Denis era un símbolo del poder real. 
Francia estaba rodeada, desde Borgoña a Normandía, por grandes obispados que eran súbditos de la Corona como sedes «reales». Seis de ellos (el arzobispo de Reims y los obispos de Laon, Langres, Châlons, Beauvais y Noyon) eran duques y condes del reino, esto es, grandes señores feudales vasallos del rey. Como la ocupación de estos feudos no era hereditaria, el derecho del rey a nombrar los obispos aumentaba su poder. Los citados seis prelados eran Pares de Francia (la mitad de un Colegio de doce). Tal jerarquía estaba representada en las asambleas decisivas del reino, que solían celebrarse en ciudades con catedral. 
Existen una serie de diplomas reales en favor de la abadía. En ellos, Luis VI restituye la corona de su padre en 1120, confirma los privilegios de la abadía, y en 1124 le concede otra serie de privilegios. En 1129 confirma la restitución del priorato de Argenteuil a Saint-Denis.
En 1124, cuando el emperador Enrique V de Alemania (1106-1125), apoyado por Enrique I de Inglaterra, amenazó con invadir el reino de Francia, Suger hizo exponer en el gran altar las reliquias de los santos patronos, su comunidad rezó día y noche, y el rey vino a levantar, sobre este altar, de manos del abad, el estandarte de Vexin, un dominio que le había sido donado por Saint-Denis, y el rey invitó a toda la nación a seguirle. Un enorme ejército de nobles se unió a él, lo que obligó a Enrique V a retirarse sin presentar batalla. Esta Oriflama (el estandarte de Vexin) se convirtió en el símbolo de la unidad nacional durante tres siglos, siendo Saint-Denis “el patrón especial y, después de Dios, el protector incomparable del reino”.
La década de 1125 a 1135 fue para Suger, entonces en plena madurez, la de hacerse cargo de los asuntos de su monasterio y del servicio del rey, de un reino ahora en paz. Su título de abad de Saint Denis le servía para sentarse en el Consejo del reino. Para participar mejor en los asuntos del gobierno, Suger adquirió una casa cerca de la puerta Saint Merri, próxima al Palacio Real. Teniendo toda la confianza de Luis VI, que designa a Suger como “su conocido y fiel consejero”, jugó un rol tipo Primer ministro y fue encargado de misiones diplomáticas en el extranjero. En 1129 Suger recibe un primer revés al ver coronado a Felipe, hijo primogénito de Luis VI, en Reims, contra su opinión, ya que Suger quería que Saint-Denis fuese no solo la necrópolis de los reyes, sino también el lugar de Consagración de los reyes de Francia.

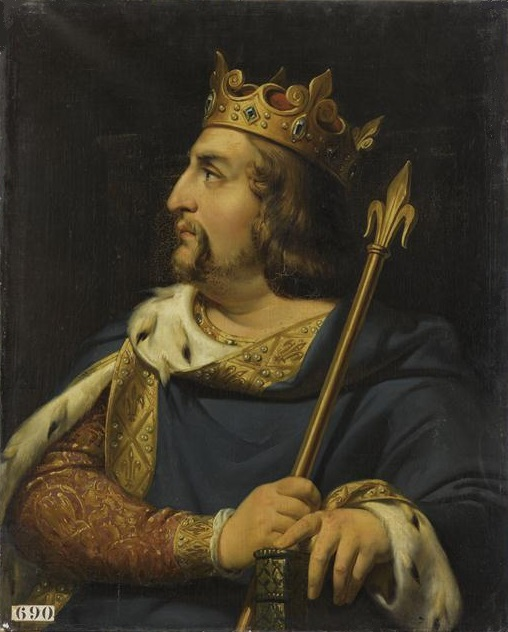
“Luis VI el Gordo” por Merry-Joseph Blondel (1837) en el Museo Histórico de Versalles.

El 13 de octubre de 1131, el hijo primogénito del rey, Felipe de 13/14 años, ya coronado, murió como consecuencia de una caída de su caballo causada por un cerdo callejero cerca de la Place de Grève. Tras subrayar el inmenso dolor de sus padres, Suger se esforzó para que el joven príncipe, ya coronado, fuese enterrado como rey en la iglesia de Saint-Denis, en “la tumba de los reyes”, en presencia de prelados y nobles del reino. Además, Suger recomendó al rey mantener la costumbre de los Capetos de coronar al hijo primogénito del rey mientras este estuviera aún vivo. El 25 de octubre, su segundo hijo Luis de diez años (el futuro Luis VII) fue consagrado en Reims en presencia del papa Inocencio II, perdiendo Suger la oportunidad de obtener para su abadía la coronación de reyes.
En noviembre de 1135, el rey Luis VI cayó gravemente enfermo en La Charité-sur-Loire, y Suger se dirigió inmediatamente a su cabecera, asistió a su confesión (incluyendo el sometimiento del poder temporal al poder espiritual) y recibió de sus manos piezas de su tesoro como el jacinto de la abuela del rey, Ana de Kiev, hija del rey de Rusia, que plantó sobre la corona de espinas del gran crucifijo.
En 1137, el duque de Aquitania Guillermo X, marchó en peregrinación a Santiago de Compostela (murió en el camino) habiendo ofrecido la mano de su hija y heredera Leonor, al heredero de la corona. Por orden del rey, Suger fue designado, con otros prelados y grandes del reino, para acompañar al joven Luis a Burdeos, junto con una hueste de quinientos caballeros. Antes de partir, Suger hizo testamento el 17 de junio (documento que se conserva), atormentado por los errores de juventud y por las guerras en las que había participado. El primer domingo de julio se produjo el casamiento. Mientras tanto en París, la salud del rey se agravó, pero en su lecho de muerte, Luis VI no hizo venir a Suger, sino al obispo de París y al abad de Saint-Víctor, Gilduin. Luis VI murió el 1 de agosto, y su cuerpo fue depositado en Saint Denis, en ausencia del abad, entre los altares de la Trinidad y de los santos Mártires. Su hijo Luis fue coronado duque de Aquitania en Poitiers el 8 de agosto, y allí se enteró de la muerte de su padre, y volvió con los suyos a París a final de mes.
Luis VI dejaba un reino floreciente a su hijo Luis VII el Joven, que solo tenía diecisiete años, y que había estado destinado inicialmente a la carrera eclesiástica. Al principio, Suger se convirtió en el alma de la corte, frente a un joven rey sin experiencia y demasiado impulsivo, e incluso violento, que cometió algunos errores importantes que casi afectaron a la estabilidad del reino. Con su autoridad, logró que la reina madre Adela y el senescal Raúl I de Vermandois fueran separados de la corte.
En 1138, el rey sofocó el intento de crear la comuna libre autónoma de Poitiers, feudo de la reina Leonor, y tomó como rehenes a los hijos de los nobles de la ciudad, a lo que renunció por imposición de Suger, que había convocado a los pueblos y ciudades vecinas a formar una liga. A petición de la reina, Suger fue separado del Consejo por esta intervención. De vuelta al monasterio, entre julio de 1140 y junio de 1144, Suger comenzó la supervisión de la renovación de la abadía, al tiempo que se ocupaba de la reforma de la vida de los monjes, para lo cual redactó en 1140 “la gran Ordenanza” en la que recordaba el aniversario del rey Dagoberto I como “fundador de la abadía”. Como abadía real, la reforma de Saint-Denis redundó en gloria para el monarca y Francia, y fue un acontecimiento político, arquitectónico y religioso, además de permitir a Suger estrechar y formalizar sus tradicionales lazos con la Corona.
Para terminar de ligar la Corona a la abadía, y que esta fuese depositaria de la memoria de los reyes y garante de la estabilidad del reino, debía mostrar la continuidad de las tres dinastías: merovingia, carolingia y de los Capetos. En 1108, el abad Adam había establecido el aniversario del rey merovingio Dagoberto I; en 1124, Suger estableció el de Luis VI, rey Capeto; y en 1140 estableció el del emperador carolingio Carlos el Calvo: las tres dinastías reunidas en la vida y la liturgia de la abadía.
En aquella época, Suger se puso a escribir la vida de Luis VI el Gordo (Vita Ludovici Grossi), una sucesión de episodios del rey y una especie de “espejo de príncipes”, probablemente a la intención del joven rey.
En 1142 el joven rey Luis VII se apoderó de las tierras que pertenecían a su vasallo más poderoso, Teobaldo IV de Blois, sobrino de Enrique I de Inglaterra, conde de Champaña. Esto desencadenó una guerra civil. El apoyo del poderoso Teobaldo siempre había sido vital para la monarquía francesa. Suger, junto con el obispo de Soissons, intervino como asesor activo del rey, como siempre lo había hecho con su padre, y negoció un tratado de paz entre Teobaldo y Luis. La última reunión tuvo lugar en Saint-Denis el 22 de abril de 1144, a dos meses de la consagración de la nueva basílica. Asimismo, Suger evitó en 1144 la guerra entre Luis VII y Godofredo V de Anjou y de Normandía.
El rey y la reina, tras una cabalgada victoriosa por Normandía, vinieron a Saint-Denis para participar en las ceremonias solemnes de la consagración de la iglesia abacial el 11 de junio de 1144. Fue el día del triunfo del abad, el consejero más influyente para imponer a la corte una realeza más sabia y serena, la del rey difunto, cuyo modelo acababa de dejar por escrito.
Las dos grandes victorias públicas de Suger fueron incruentas: frustrar una invasión intentada por el emperador Enrique V de Alemania en 1124, al lograr la unidad de todas las fuerzas de Francia, y reprimir con 68 años un golpe de Estado de Roberto I de Dreux, hermano de Luis VII, en 1148.

### La Regencia (1147 - 1149)
En noviembre de 1145, el papa Eugenio III informó de un gran desastre en Asia Menor, la caída del condado de Edesa en diciembre de 1144, en manos del atabeg de Mosul, Zengi, aprovechándose de las rivalidades entre los príncipes de Edesa y Antioquía.

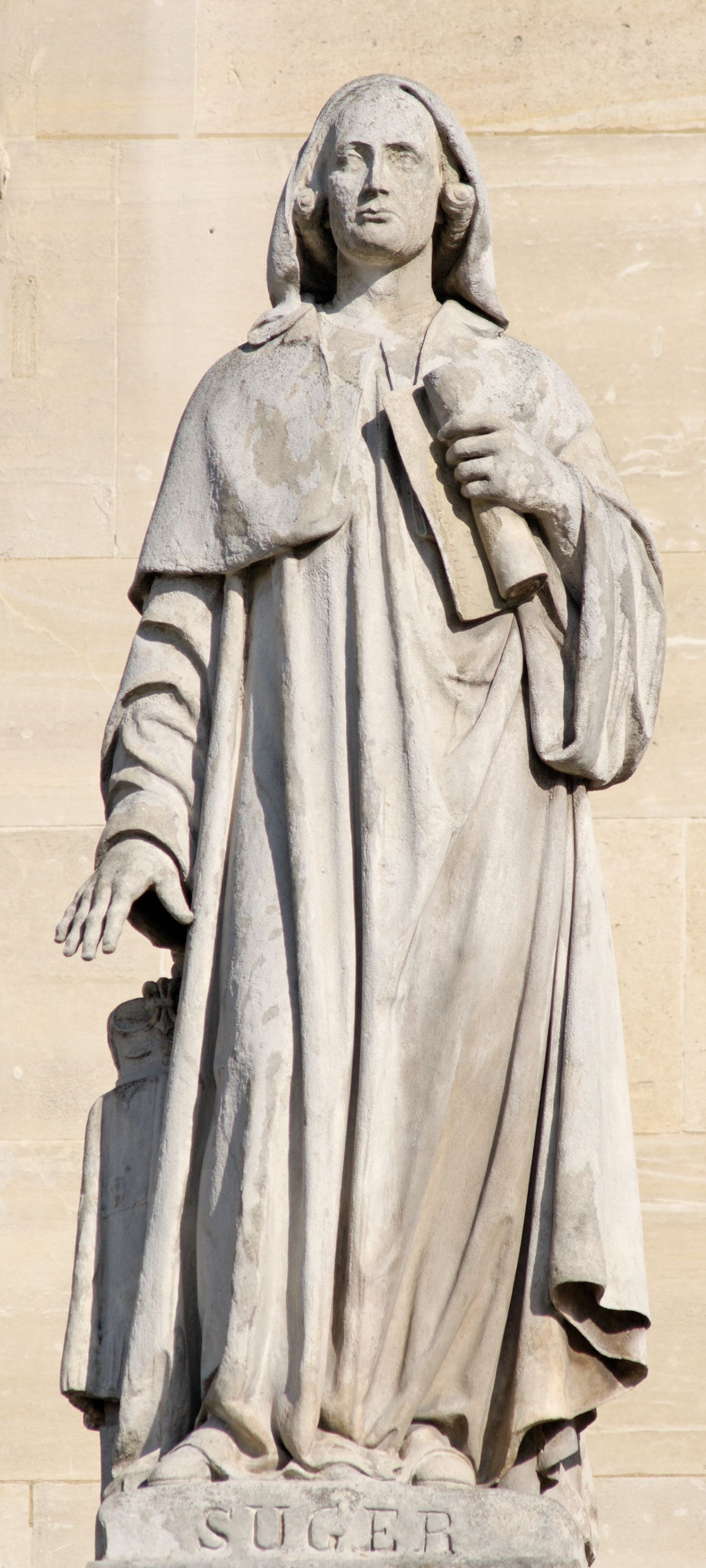
"Suger" por Nicolás Bernard Raggi. Piedra, antes de 1853. Patio Napoleón en el Palacio del Louvre.

Luis VII era muy piadoso, un “monje coronado” como dijo su esposa Leonor. El rey, instado por Bernardo de Claraval (que predicó la cruzada en 1146) y deseando cumplir el voto de su difunto hermano, anunció en una reunión plenaria de la corte en Bourges su intención de tomar la cruz, e ir a Jerusalén para ayudar al rey Balduino III, amenazado por la invasión turca.
Suger fue muy hostil con esta decisión que consideraba precipitada, teniendo en cuenta algunos problemas internos en el reino. El rey reunió un Consejo en Étampes en febrero de 1147, y designó al conde de Nevers y a Suger para tomar la regencia en ausencia del rey. Ambos se opusieron, pero el Papa, de visita en la abadía, confirmó dicha decisión. Suger fue nombrado regente del reino y legado pontificio en Francia en relación estrecha con el papa. Dos corregentes más fueron el obispo de Reims y Raúl I de Vermandois, pero ambos fueron de poca ayuda.
El 18 de junio de 1147 el rey levantó el estandarte en Saint-Denis y partió con la reina Leonor, acompañados de un monje designado por Suger, que fue el historiógrafo de la cruzada.
Como regente, Suger tenía en su mano a la vez “la espada temporal” y “la espada espiritual”. Durante dos años manejó los asuntos del reino de manera muy eficiente. Envió subsidios al ejército cruzado buscando los fondos también en el tesoro de Saint-Denis, así como en su fortuna personal.
Logró mantener el orden y la seguridad, sofocar las rebeliones de los nobles, y contener la insubordinación de parte del clero. Suger solo insistió en el uso de la fuerza contra los nobles “rebeldes” de Luis VII que infringían los derechos de la Iglesia y de los pobres, tales como Tomás de Marle, Milon de Bray y otros, que se comportaban como tiranos locales. Reprimió una revuelta de un grupo de nobles que planeaban coronar a Roberto, conde de Dreux y hermano de Luis VII, en su ausencia. Ideó nuevos y más justos sistemas tributarios, aprobó leyes que impedían la deforestación y se esforzó por regularizar la administración de justicia.
El 29 de julio de 1149, Luis VII anuncia que ha desembarcado de vuelta en Calabria, donde esperó a la reina; luego se reunió con el rey Roger II de Sicilia y desde allí fue a Roma (noviembre o diciembre). Luego se reunió con Suger en Cluny. Este pudo entregarle un país en paz y unificado, y un tesoro repleto. El rey le proclamó “Padre de la Patria”.

### Los últimos años (1149 - 1151)
Tras la regencia, Luis VII y sus coetáneos continuaron consultando a Suger sobre asuntos eclesiásticos y políticos, y se le pidió que defendiera varios casos en la corte. Luis VII le encomendó la tarea de resolver dos elecciones episcopales, ya que Suger mantenía un control sobre la iglesia de Francia como cuando era regente. Según su biógrafo, Guillermo de Saint-Denis, “Luis VII le veneraba como a un padre y le temía como a un pedagogo, y contrariamente a su costumbre, cuando venía a visitarle, Luis salía de su palacio para encontrarse con él y abrazarle”. Por su parte, el papa Eugenio III le tenía en máxima confianza, y se apoyaba en él para tratar asuntos graves.
Tras el fracaso de la segunda cruzada y empujado por cartas recibidas de Jerusalén y del papa Eugenio III, Suger propuso una nueva cruzada en una convención en Laon en 1150, que él deseaba liderar personalmente. A pesar del apoyo de Luis VII y Bernardo de Claraval, muchos nobles aconsejaron al rey permanecer en Francia para resolver asuntos locales. Al final, nombró a un noble para reemplazarle en la batalla, pero para entonces la idea ya se había desechado.

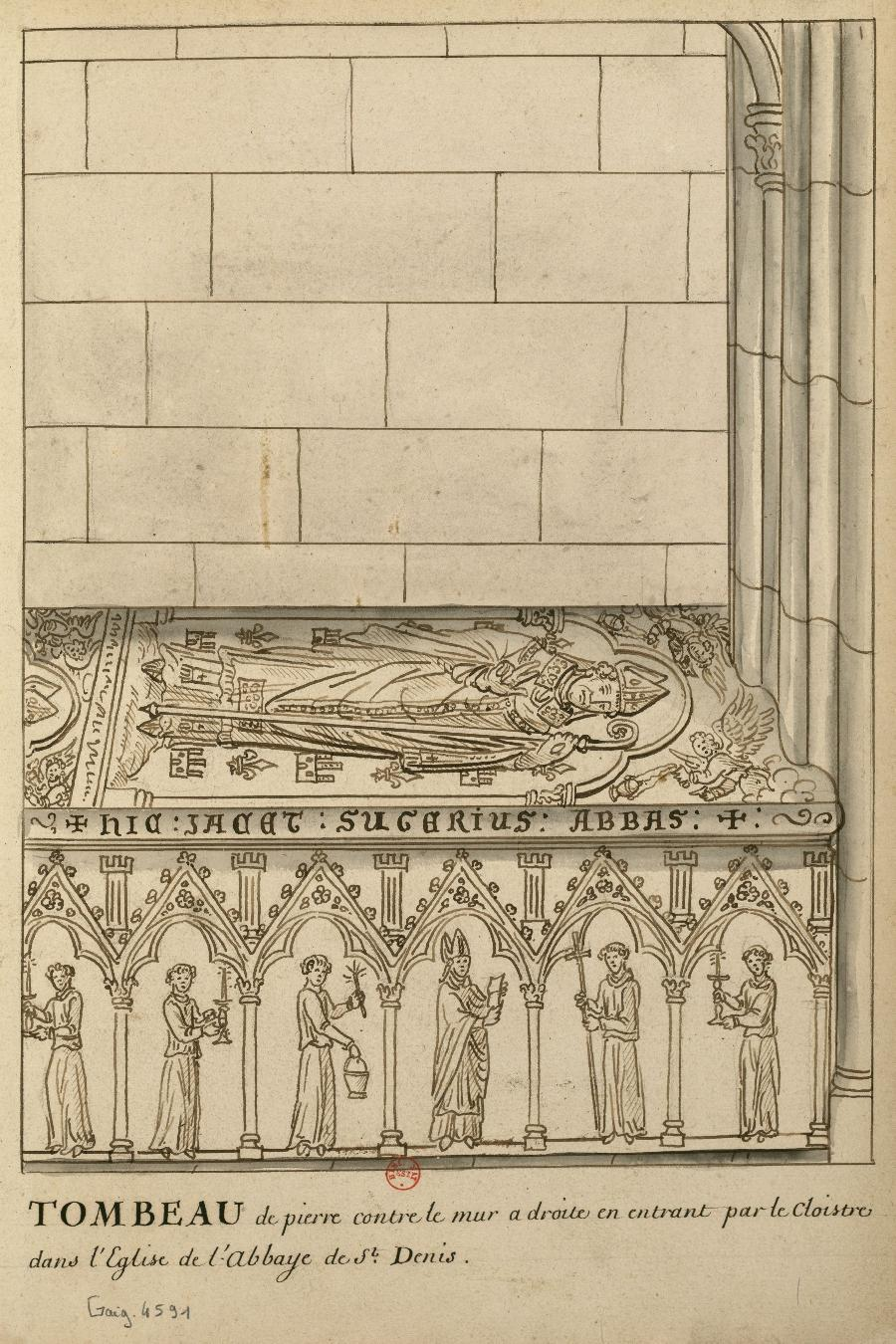
Tumba de Suger en la iglesia de la abadía de Saint-Denis. Grabado de Louis Boudan (s. XVII).

El año 1150 fue muy ajetreado, ya que el papa le encargó reformar la vida religiosa en la iglesia de Saint-Corneille en Compiègne, reemplazando los canónigos por monjes benedictinos, lo que hizo en septiembre de 1150, estando ya enfermo, haciendo elegir como abad a Eudes de Deuil, compañero del rey en Oriente y futuro abad de Saint-Denis.
En el otoño de 1150 enfermó de malaria y antes de Navidad ya no había esperanza. A la manera efusiva y algo teatral de su época, pidió ser llevado al interior del convento y lloroso imploró a los monjes que le perdonaran todo aquello en lo que hubiera fallado a la comunidad. Pero también rogó a Dios que no se lo llevase hasta el final de las fiestas, “para que la alegría de los hermanos no se convierta en aflicción por ello”. También esta súplica fue atendida. Suger murió el 13 de enero de 1151, el octavo día de Epifanía, que pone fin a las fiestas navideñas.
Suger fue enterrado según su deseo a la entrada del claustro para que los monjes que iban o volvían del oficio pasasen sobre su cuerpo. En 1259, se preparó un nicho funerario en el brazo sur del transepto, con una placa vertical que muestra a monjes y un abad, y una placa funeraria horizontal, que muestra a Suger con mitra y cruz de abad. El 22 de octubre de 1793 se desenterraron los restos de los abades de Saint-Denis y se les echó en una fosa común. La placa funeraria no se volvió a encontrar.

## Suger, el hombre
Suger hizo de su iglesia la más esplendorosa del mundo occidental y elevó la pompa al nivel de las bellas artes. Tuvo que defenderse de su gusto por la ostentación y el fasto. Suger exhortaba a sus críticos a que no les deslumbrase el oro y el gasto, sino la labor de su obra. Suger se defendía diciendo que todo lo había hecho tras una deliberación con sus hermanos (aunque la aprobación del capítulo general se obtuvo ex post-facto y no de antemano), y que la obra halló gracia a los ojos de Dios y de los santos Mártires, lo que permitió realizar la cabecera en un tiempo de solo 3 años y 3 meses, y que debía reconstruir la iglesia ya que estaba en ruinas y era demasiado pequeña.
Suger mostró una apasionada voluntad de perpetuarse, ya que era vanidoso, aunque al mismo tiempo humilde. Dedicó a la abadía toda la energía, sagacidad y ambición que la naturaleza le había otorgado, fundiendo sus aspiraciones personales con los intereses de la “iglesia madre”.
Según su biógrafo Guillermo de Saint-Denis, Suger dio ejemplo de moderación y austeridad a sus monjes, comiendo carne pocas veces y bebiendo vino aguado solo en invierno. Compartía sus comidas con los pobres. Mandó construir una pequeña celda contigua a la iglesia abacial, muy pobre, donde yacía en una cama hecha de paja y material tosco. Suger no necesitaba mucho espacio ni lujo privado. Se cuenta que cuando Pedro el Venerable, abad de Cluny, vio la celda de Suger, exclamó suspirando: “Este hombre nos pone a todos en vergüenza; construye no para sí mismo, como hacemos todos, sino solamente para Dios”.

### Personalidad de Suger

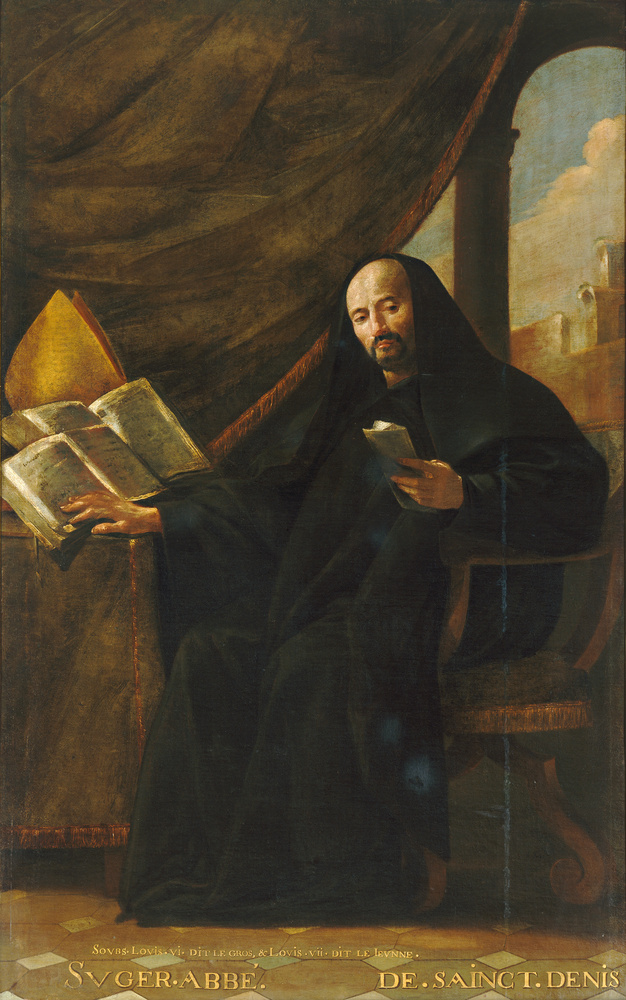
“Suger, abad de Saint-Denis” por Simon Vouet (1633) en el Museo de Artes de Nantes.

Suger era singularmente bajo de estatura “Le había tocado en suerte un cuerpo pequeño y enjuto”, dice su biógrafo Guillermo de Saint-Denis. Su diminuta estatura le sirvió de incentivo para sus grandes ambiciones y logros tanto como sus humildes orígenes. Suger siempre se enorgulleció de su humilde nacimiento y de haber sido adoptado por Saint-Denis. En su necrológica se dice “Pequeño de cuerpo y de familia, limitado por una doble pequeñez, se negó, en su pequeñez, a ser un hombre pequeño”.
Suger destacaba en los estudios de retórica y dialéctica, la Escritura Santa, la poesía latina y antigua, poseía una memoria prodigiosa, estudió los grandes pergaminos antiguos de la abadía y conocía perfectamente la historia de los reyes, que contaban que san Dionisio era el areopagita convertido por san Pablo, que Carlomagno había liberado Jerusalén y traído las reliquias de la Pasión, y que Carlos el Calvo ofreció a la abadía las insignias imperiales.
Suger consideraba al abad Adam como su padre espiritual, aunque en sus escritos exaltaba a su rey y a su abadía, así como su propia persona y sus acciones, aunque fuera a expensas de su predecesor.

### Pensamiento político
Mediator et pacis vinculum: estas palabras resumen los objetivos de Suger como estadista, tanto en política exterior como interior. Su idea de la nación le hacía considerar a los franceses superiores a ingleses y alemanes. Suger muestra ya una cierta idea del Estado, ya que escribe: “no es justo ni natural que Inglaterra esté sometida a los franceses o Francia a los ingleses”.
Su pensamiento político se centraba en reforzar los vínculos entre la abadía de Saint-Denis, que albergaba las reliquias del Apóstol de toda la Galia, protector del reino, y la corona: “es evidente que el reino se mantiene gracias a la Iglesia de Dios, y la Iglesia de Dios prospera gracias al reino temporal”. La abadía de Saint-Denis era, en Francia, la representante de la Santa Sede, y el rey debía ser el protector de la Iglesia.
Suger intenta reforzar la autoridad del rey, y formula la teoría de la pirámide de vasallaje a comienzos del siglo XII, con el rey en la cima de esta y calificado como “primus inter pares”, el “primero entre iguales”. También estuvo en el origen de las Grandes crónicas de Francia, que constituyen la historia oficial de la monarquía y de las que escribió el primer volumen dedicado a Luis VI.

### Pensamiento filosófico
Respecto a la filosofía de Suger, este no tenía ambiciones como pensador. Era un proto-humanista y no un escolástico temprano. No le interesaban las grandes controversias teológicas y epistemológicas de su época, como por ejemplo la polémica de fe contra razón.

## Reforma de la abadía de Saint-Denis (1135 - 1151)
La abacial carolingia de Saint-Denis fue fundada por el rey Dagoberto I en honor de San Dionisio y sus legendarios compañeros, San Rústico y Eleuterio, construida entre el 768 y 775 por el abad Fulrad y agrandada en los siglos IX y X. Las reliquias de Dionisio, Rústico y Eleuterio habían sido transferidas desde l’Estrée el 22 de abril del 626. Saint-Denis había sido la abadía “real” durante muchos siglos. Albergaba las sepulturas de los reyes franceses, y Carlos el Calvo y Hugo Capeto habían sido abades titulares de ella; muchos príncipes de sangre real habían sido educados en ella. Las más antiguas tumbas reales eran las de la reina Arégonde, esposa de Clotario I (s. VI) y la de Dagoberto I (s. VII). En 1120, el abad Adam obtuvo de Luis VI una carta en la que cedía a la abadía la corona de su padre Felipe I, la iglesia y los diezmos de Cergy, así como otros derechos, carta que enarboló Suger para mostrar la relación particular entre la abadía y el rey de Francia.

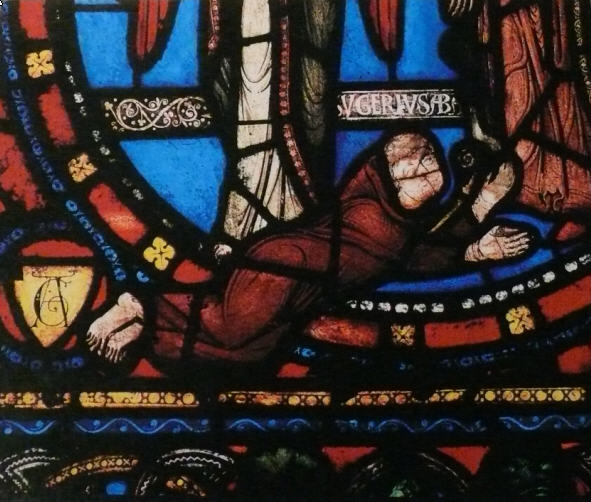
Suger a los pies de la Virgen; parte baja de la Anunciación del vitral de la Infancia de Cristo, restaurado por Alfred Gérente en el XIX.

Suger se empeñó en fortalecer la monarquía francesa de los Capetos, en vincular la abadía de Saint-Denis a la monarquía francesa y en convertir Saint-Denis en el centro religioso y político de Francia. Saint-Denis, antes de que Suger fuese abad, estaba fuertemente ligada a los Capetos. Exenta de toda dominación feudal y eclesiástica, estaba exclusivamente sujeta a la autoridad del rey. A Suger le interesaba mantener buenas relaciones con el rey, al tiempo que propagaba una imagen de la realeza vinculada al santo protector de la abadía de Saint-Denis.
Antes de ser nombrado abad de Saint-Denis, san Bernardo de Claraval comparaba la abadía con un “taller de Vulcano” y “una sinagoga de Satanás”. Al ser elegido abad, Suger impuso a los monjes una estricta observancia de la regla benedictina y restableció la clausura que prohibía a los visitantes acceder al claustro, lo que mereció la aprobación de Bernardo. La iglesia era venerable, pero decrépita, oscura e incómoda. Suger se quejaba en sus escritos de la pequeñez de la iglesia carolingia, que no lograba alojar las grandes misas y procesiones demandadas por las peregrinaciones a las reliquias de san Dionisio, el patrón nacional, y por la Corona. Así, el abad Suger se embarcó en el mayor desafío de su vida, y decidió acometer una reconstrucción integral de la basílica de Saint-Denis, con un desarrollo gradual en el tiempo, ya que en los primeros años estuvo demasiado ocupado con los asuntos de estado.  
El objetivo de Suger era honrar a Dios y a san Dionisio. Ha habido tres Dionisios que se han confundido e intercambiado a lo largo de la historia: Dionisio Areopagita, un juez y santo ateniense del siglo I; Pseudo Dionisio Areopagita, un autor griego del siglo V/VI que falsamente se identificó con el primero y que escribió obras teológicas y místicas cristianas; y san Dionisio de París, decapitado en el s. III y que da nombre a la abadía. Según la leyenda que une todo, Dionisio era un areopagita que fue convertido por san Pablo, que se convirtió en obispo de Atenas, escribió unos tratados que aparecen en Hechos 17:34, y luego partió en misión hacia Francia, donde fue decapitado en París. San Dionisio se convirtió así en santo patrón de Francia.

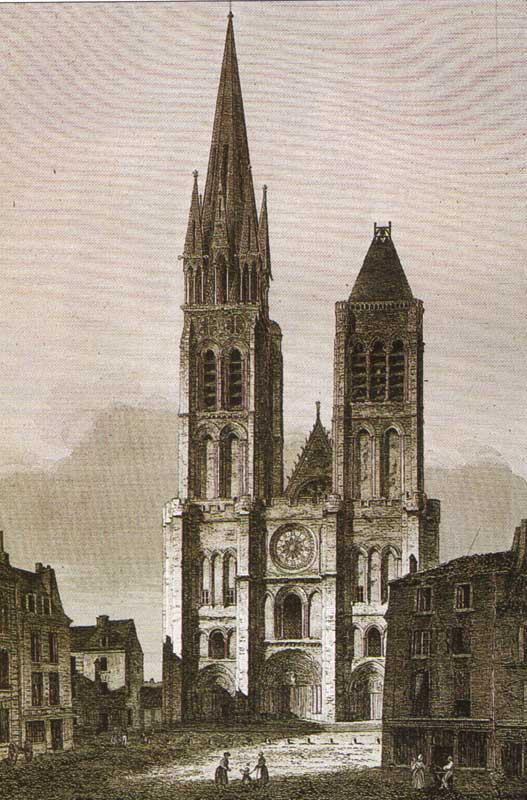
Fachada occidental de la Basílica de Saint-Denis, antes de desmantelar la torre norte (1844-45).

Suger leyó los textos atribuidos a Dionisio Areopagita, así como un manuscrito recibido por Luis el Piadoso (hijo de Carlomagno) del emperador de Constantinopla, escrito en griego y traducido al latín, obra mística de los siglos V-VI, y que fue asimilada tanto al obispo de París decapitado en Montmartre como al obispo de Atenas: un tratado sobre la teología mística de la luz, que inspirará profundamente a Suger en toda su obra. Suger descubrió en las palabras de san Dionisio una filosofía cristiana que le permitía acoger la belleza material como un vehículo de beatitud espiritual, y la confirmación de sus propias creencias e inclinaciones innatas. Claramente vinculado con el neoplatonismo (no buscaba el enriquecimiento terrenal), Suger se muestra amante de la belleza, del brillo y valor del oro, de las joyas, y de las piedras preciosas en las cosas sagradas. La belleza refleja la belleza divina, y su contemplación nos permite elevarnos hacia Dios.
Suger no era arquitecto, pero sus conocimientos técnicos eran considerables, del mismo modo que estaba muy pendiente de todo lo que tuviese que ver con la logística, el transporte y el aprovisionamiento de material. Suger, que tuvo que valerse necesariamente de los maestros en arquitectura necesarios para su empresa, es, sin lugar a dudas, el verdadero arquitecto de Saint-Denis, pues de él es la idea y la concepción total del edificio.
En 1137, al alejarse de la corte de Luis VII, Suger pudo concentrar todos sus esfuerzos durante los años siguientes en completar la reconstrucción de la iglesia de Saint-Denis, actuando personalmente como fuente de inspiración de muchas de las innovaciones arquitectónicas del proyecto: arco apuntado, bóveda de crucería, vidrieras y rosetón. Decidió hacer una iglesia más amplia y luminosa, con el uso de la luz como sublimación de la divinidad, que al atravesar las coloridas vidrieras del coro de Saint-Denis (las primeras que han llegado hasta nosotros) crearía un espacio irreal y simbólico que haría que los fieles se sintieran en presencia de la divinidad.
En apenas tres años, de 1137 a 1140, el nártex fue completamente rediseñado, y luego se completó la cabecera, siendo inaugurada la iglesia el 11 de junio de 1144, en presencia del rey Luis VII, de cinco arzobispos y de trece obispos. Suger no dio los nombres del maestro de obras, de los maestros albañiles y de los obreros que trabajaron en la reconstrucción de la abadía.
Surgieron voces críticas entre los prelados conservadores. Se tachó la reforma de demasiado innovadora y fastuosa, un derroche, una frivolidad. Se llegó a cuestionar si Suger actuaba como hombre de Iglesia, y se le criticó por hacerse retratar en un medallón de una puerta de bronce, y en una vidriera de la Virgen María. A pesar de ello, la admiración fue generalizada sobre la reconstrucción.

### Preparativos de la construcción
Suger deseaba hacer de su monasterio el representante de la Santa Sede en Francia, intentando lograr la unión de lo material y lo inmaterial, de lo humano y lo divino. Suger no quería una reconstrucción basada en el estilo románico imperante, sino un templo que reflejase la Jerusalén celestial, para lo que necesitaba desarrollar un orden arquitectónico inédito. Necesitaba para ello fondos y nuevas ideas arquitectónicas para llevar a cabo su proyecto. Como abad, Suger se encontró con una abadía con grietas en los muros, columnas dañadas y torres que amenazaban ruina, además de problemas con los alguaciles (advocati) que no cumplían su misión de proteger la abadía o que abusaban de su posición.
Las ideas para renovar la abadía surgieron tras el viaje a Italia de 1123, al mismo tiempo que comenzaba a recaudar fondos para el proyecto, aunque las obras de reconstrucción completa no comenzaron hasta 1137, cuando pudo alejarse de la corte de Luis VII.
El abad Adam le había dejado una abadía endeudada, mal administrada, oprimida por sus abogados y cobrando rentas fijas en una moneda que se degradaba. A partir de 1125, Suger obtuvo de Luis VI la entera jurisdicción sobre las dos ferias anuales de Lendit, y emprendió una gira hasta Maguncia para recuperar los bienes que su antiguo predecesor Fulrad había dado a Saint-Denis. Hizo las gestiones necesarias para recuperar la abadía de Argenteuil, para lo cual envió un conjunto de documentos merovingios y carolingios al papa Honorio II para probar que pertenecía a Saint-Denis, y logró su restitución en 1129 en un concilio en Saint-Germain-des-Prés.
Se esforzó en aumentar los ingresos de la abadía para hacer frente a los inmensos gastos de reconstrucción de la abacial en todo su esplendor: recuperación de bienes perdidos, reservas de oro, plata y piedras preciosas, cultivo del suelo y las vides, control de la corrupción de los alcaldes y los abogados, reanudación de olvidadas reclamaciones de tierras y derechos feudales, donaciones reales y privadas, adquisición y arrendamiento de nuevas propiedades a precios justos, y compensación a los advocati por ciertos privilegios a los que renunciaron. El programa de reconstrucción y rehabilitación fue beneficioso para los arrendatarios y las finanzas de la abadía, todo bajo la supervisión personal de Suger.
En su viaje a Italia en 1123, Suger visitó numerosas iglesias y santuarios que habían sido reconstruidas, e intercambió opiniones con los prelados constructores de esas iglesias. El lugar que más le impresionó sin duda fue Saint-Benoît de Montecasino, reconstruida y decorada por el abad Desiderius (Didier 1058-1087, futuro papa Víctor III) a partir de 1066: iglesia de tres naves separadas por columnas antiguas romanas, cabecera sobreelevada, nártex compuesto por arcos apuntados y bóvedas de crucería, tímpanos semicirculares, portal de bronce ejecutado en Constantinopla, pavimento decorado con la técnica opus tessellatum, ábside de mosaico y una consagración muy solemne con grandes feudatarios y prelados, y todo ejecutado en tres años y tres meses (alusión a la Trinidad). Desiderius se convirtió en un modelo para Suger.
Lo primero que tuvo que resolver fueron los problemas logísticos, técnicos y de disposición de los materiales para poder iniciar las obras. Por fortuna, se descubrió una importante cantera junto a Pontoise (en Valle del Oise, al noroeste de París, muy cerca de Saint-Denis). Artistas, artesanos, canteros, escultores, orfebres y vidrieros hubieron de ser traídos de fuera.
En 1143, Suger obtuvo de Luis VII un decreto confirmando los privilegios que tenía Saint-Denis, incluyendo el derecho a liberar siervos, a controlar a los usureros y acuñadores de moneda y a suprimir los impuestos del asilo de pobres que tenía la abadía.

### Suger y Bernardo de Claraval
El Abad Suger y Bernardo de Claraval fueron dos figuras mayores de la Edad Media, presentando ambos un perfil muy rico y con una gran influencia en la historia de su tiempo. Si Bernardo de Claraval destacó sobre todo en el campo de la teología, Suger destacó en el florecimiento de las artes, y la consolidación de la monarquía francesa.
En 1098, algunos monjes benedictinos se instalaron en Cîteaux (en castellano Císter) en busca de una vida más rigurosa, dando origen a los cistercienses. En 1112, un joven noble llamado Bernardo de Fontaine (1090-1153) convenció a unos treinta compañeros para que ingresaran allí con él. A partir de ese momento, la comunidad creció en continuo y empezó a enviar grupos para fundar nuevas casas. Para 1130 había treinta casas cistercienses, y para 1168 había doscientas ochenta y ocho. 
En 1115, Bernardo se convirtió en abad del segundo monasterio, Claraval, hasta su muerte. Se convirtió en un gran predicador y una figura religiosa única, viajando y escribiendo extensamente, y participando activamente en la política papal, la oposición a la herejía y la planificación de una cruzada.
Fue portavoz de los valores cistercienses. La vida monástica debía ser austera y disciplinada. El culto, la alimentación y los edificios debían ser sencillos. Los monasterios debían construirse lejos de las poblaciones para evitar distracciones a los hermanos.
El monacato cluniacense estaba más integrado en la sociedad que el cisterciense, ofrecía hospitalidad a los viajeros y algunas abadías eran importantes centros de peregrinación, con iglesias grandes y suntuosamente decoradas. En 1125, Guillermo, abad de Saint-Thierry, encargó a Bernardo un texto que defendiera a los cistercienses y criticara la laxitud de los cluniacenses. El resultado fue la Apología, en la que ridiculiza los excesos cluniacenses en la alimentación, la vestimenta y los edificios.
Bernardo de Claraval escribe en la Apología a Guillaume de Saint-Thierry:

“La Iglesia resplandece entre sus muros y no tiene nada para sus pobres. Viste sus piedras de oro y abandona a sus hijos desnudos. A expensas de los pobres, se festejan los ojos de los ricos. Los curiosos encuentran algo con lo que divertirse, pero no los desafortunados para comer”

“Pero, ¿qué hacen esos grutescos en los claustros, delante de los frailes que leen, esos grutescos que nos hacen reír, esas bellezas de una monstruosidad asombrosa o esos monstruos de una belleza asombrosa?”

Y en su crítica de la orden de Cluny:

“Yo he llegado a ver, es la pura verdad, a un abad acompañado de sesenta caballos o más. Al ver pasar a esta especie de abad, no diríamos que son guardianes paternales de un monasterio, sino señores del castillo, no hombres a cargo de las almas, sino príncipes que gobiernan provincias”

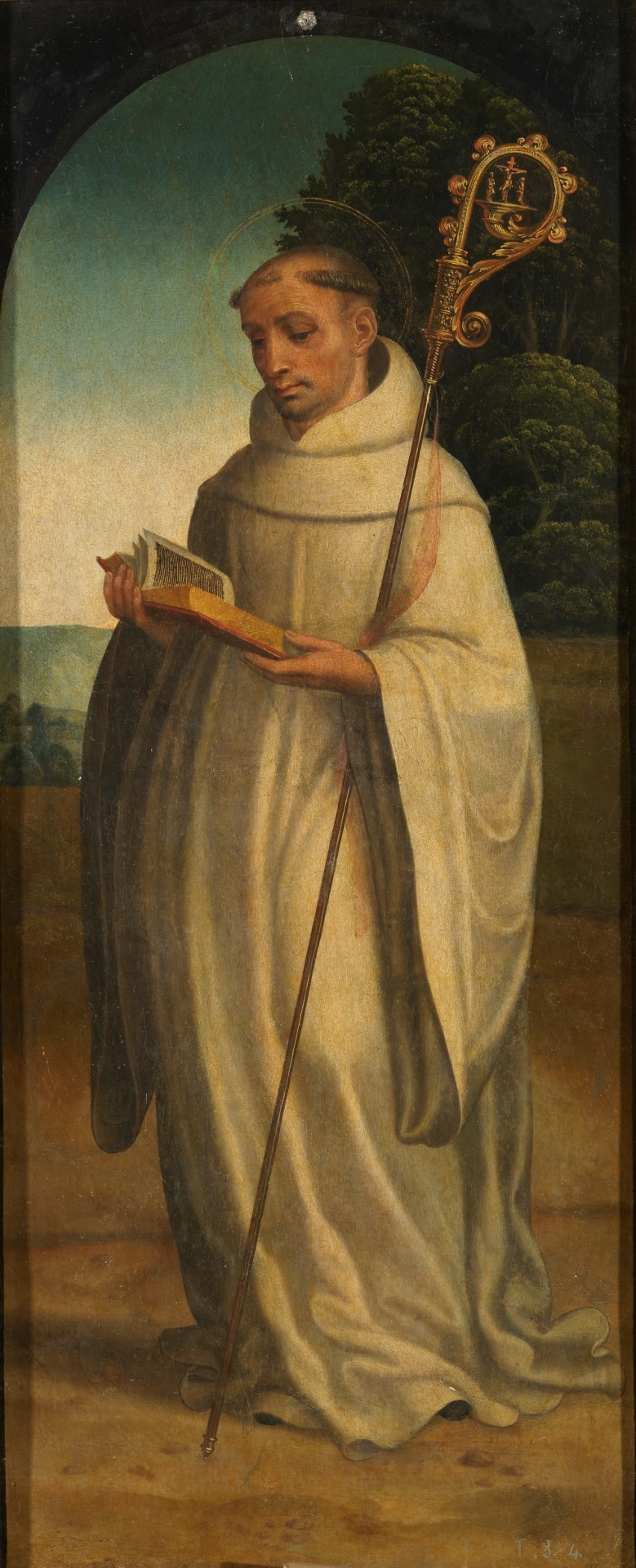
“San Bernardo de Claraval” por Juan Correa de Vivar (c. 1540), en el Museo del Prado.

Bernardo, martillo de clérigos materialistas, tildó a Saint-Denis en una carta abierta de “fragua de Vulcano” y hasta de “sinagoga del diablo”. Suger responde a la llamada a la simplicidad de Bernardo en su libro De consecratione:

“Que cada uno siga su propia opinión. Por mi parte, declaro que lo que me pareció justo sobre todo fue que todo lo más precioso debe servir ante todo para la celebración de la Santa Eucaristía. … Los que nos critican objetan que para esta celebración basta con tener un alma santa, un espíritu puro, una intención de fe. Lo admito: eso es lo que importa por encima de todo. Pero también afirmo que debemos servirnos de los ornamentos externos de los vasos sagrados, sobre todo en el santo sacrificio, en total pureza interior y en total nobleza externa”

Suger y Bernardo debieron mantener contactos personales o por medio de misivas, sobre asuntos del reino o de la iglesia, aunque del lado de Suger solo se conserva una carta a Bernardo de 1150. En ellas se ven relaciones marcadas de estima, pero también de graves desencuentros.
La abadía de Saint-Denis no era un monasterio cerrado sino una iglesia de peregrinaje, que cada año, durante la feria de Lendit, reunía una muchedumbre inmensa. El debate entre Suger y Bernardo no fue solo estético, sino sobre la manera de entender la fe. Por un lado, intentar llegar a la divinidad a través de la luz, la belleza, la razón e incluso el lujo, y por el otro la sencillez original y austeridad del cristianismo primitivo. Bernardo entendía el monacato como una vida de obediencia ciega y total sacrificio respecto a la comodidad personal, el alimento y el sueño. Suger estaba a favor de la disciplina y la moderación, pero en contra del sometimiento y el ascetismo. Suger cuidaba del bienestar físico de sus monjes, conversaba con ellos, no intentaba mantener a los seglares fuera de la Casa de Dios, le gustaba exhibir sus reliquias y estaba enamorado del esplendor y la belleza material de Saint-Denis.
Bajo la autoridad del abad Adam, la abadía había caído en una situación frívola y vergonzosa, a juicio de Bernardo de Claraval: se encontraba atestada de caballeros mundanos, asediada por asuntos comerciales y abierta a las mujeres, críticas dirigidas más al abad que a los monjes por permitirlo. Al ser nombrado abad, Suger emprendió una reforma, de la que no se conocen los detalles (pero que evoca en un documento de la Vita Ludovici Grossi), en la que intentaba restablecer la regla benedictina de una manera más estricta, restablecer la clausura para prohibir la entrada de visitantes al claustro y observar a partir de entonces el ayuno, salvo en los aniversarios de Dagoberto I, Carlos el Calvo, Luis VI y del propio abad Suger, establecidos por este último. Tanto Suger como Bernardo relatan que la comunidad monástica de Saint-Denis estaba de acuerdo en esta reforma prudente.
En 1127, Bernardo envió una carta de felicitación a Suger por esta reforma de la abadía de Saint-Denis, aunque él no la vio en persona:

“Este lugar ha sido distinguido y ha poseído dignidad real desde tiempos antiguos, …, pero no se daba con igual fidelidad a Dios lo que es de Dios, …, las bóvedas de la iglesia se hacen eco de los cánticos espirituales en lugar de las causas judiciales, … Al final has satisfecho tus críticas, e incluso has añadido lo que te hace merecedor de nuestro justo elogio”

De todas formas, la felicitación de Bernardo podría ser para aprovechar la influencia de Suger sobre el rey, y lograr separar de la corte a Étienne de Garlande, canciller y senescal de Luis VI, así como dignatario eclesiástico, cúmulo de funciones que le parecían incompatibles a Bernardo, lo que obtuvo al año siguiente. Esto último permitió a Bernardo entrar en contacto directo con el rey el 10 de mayo de 1128. A partir de entonces, salvo en algunos casos particulares, se abstuvieron cada uno en interferir en los intereses del otro.
Hacia 1140, hubo críticas de Bernardo al boato “gótico”, justo cuando faltaba por ejecutar las obras de la cabecera. Para no dejar la obra a medias, Suger defendió una vía intermedia, como hizo en su obra De consecratione, manteniendo que su único propósito era glorificar la fe cristiana y que él vivía sin lujos. Bernardo tuvo que aceptar que la opulencia en Saint-Denis no era un alarde material per se ni por vanagloria personal, sino que Suger buscaba elevar el alma a través de la belleza.
En 1143, Bernardo escribe a Suger y al obispo de Soissons para expresar su descontento sobre el rey Luis VII, que se mezclaba en asuntos eclesiásticos y elecciones episcopales. En otra misiva desvía su descontento del rey, demasiado joven, hacia sus dos consejeros destinatarios, por su edad avanzada. Su tono agresivo mereció una respuesta ácida de Suger, y Bernardo le pidió excusas.
En los archivos aparece una carta de Suger a Bernardo de finales de 1150, en vísperas de su muerte, en la que le ruega que venga a visitarle por la inminencia de su muerte. Este le responde que le retienen otros asuntos y no puede prometerle nada. Reza por él, pero no viene. Por el contrario, el obispo Jocelin de Soissons (a quien dedica Vita Ludovici Grossi), aunque estaba enfermo, se apresura a venir tras recibir una misiva de Suger. Este muere el 13 de enero de 1151, y Jocelin en 1152.

### Primeras construcciones
Suger había decidido reemplazar la antigua abadía carolingia construida por el abad Fulrad en 768 y 775, y edificada alrededor de la de Dagoberto I (629-639). Este, huyendo de la cólera de su padre, Lotario I, encontró refugio en el lugar donde reposaban los restos de tres mártires: Dionisio, Rústico y Eleuterio, que se le aparecieron en un sueño y le prometieron su ayuda. En un arrebato de amor, Dagoberto ordenó la construcción de la Basílica de los santos.
Lo primero que hizo Suger fue demoler un pequeño edificio hexagonal delante de la entrada de la iglesia, que había sido construido por Pipino el Breve (714-768) para hacerse enterrar, prostrado, fuera de la iglesia, para expiar los pecados de su padre Carlos Martel (688-741), el cual había confiscado bienes de la iglesia para luchar contra los sarracenos.
La historia contada por Suger comienza con dos “milagros”, el descubrimiento de una cantera muy rica cerca del castillo de Pontoise, y el descubrimiento de doce enormes árboles para fabricar doce vigas, el número justo, para el techo de la nave occidental.

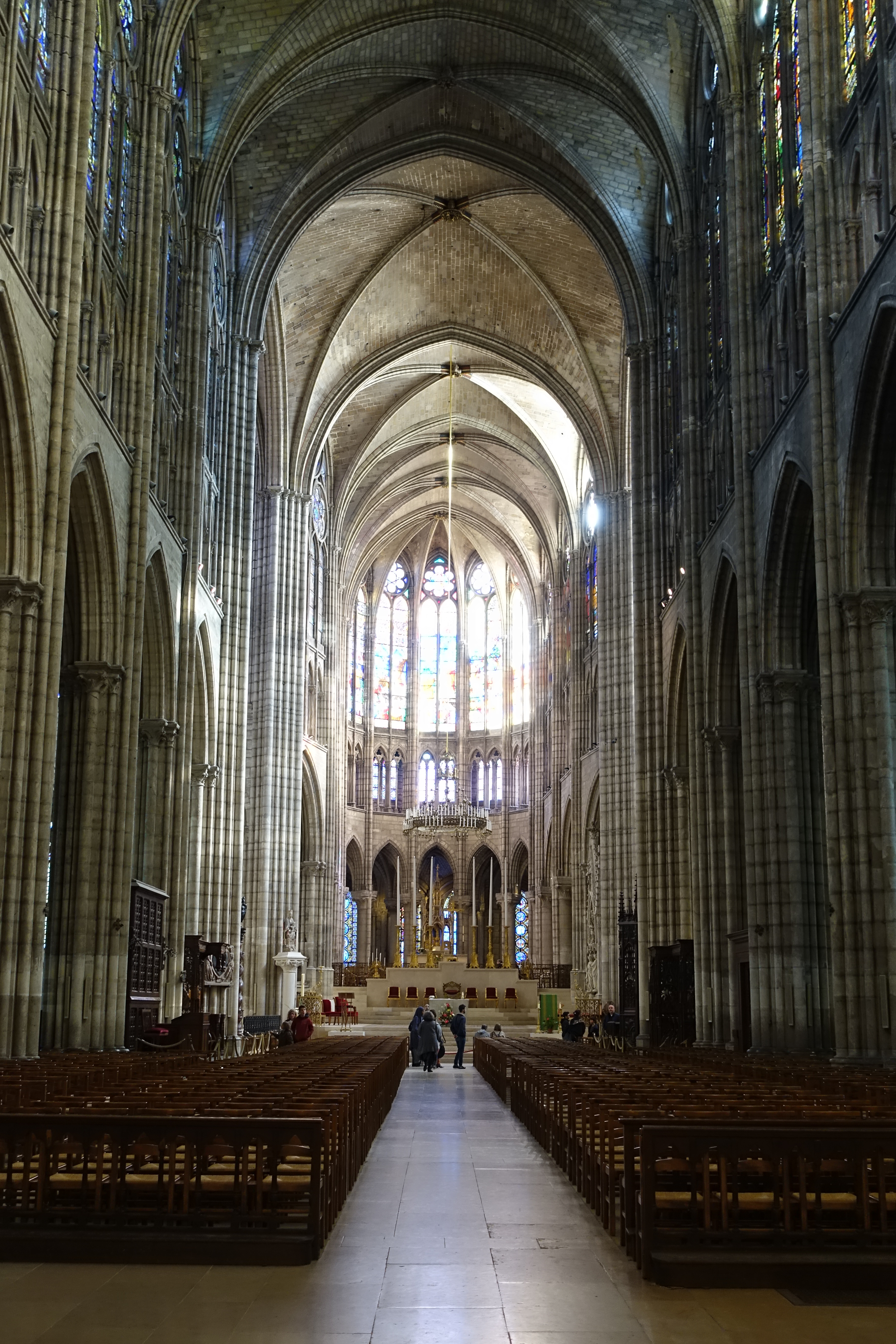
Interior de la Basílica de Saint-Denis.

Suger comenzó la reconstrucción hacia 1135 retomando el dibujo de las fachadas armónicas de las abadías normandas de Caen (abadías de los Hombres y de las Damas, de Jumièges, …), reemplazando la pesada fachada occidental por una más ligera, y con un gran rosetón en la fachada para dejar entrar más luz, el ejemplo más antiguo conocido. Diseñó la fachada de Saint-Denis según el modelo del Arco de Constantino romano, dividido en tres partes (símbolo de la Trinidad como en Montecasino) y con tres grandes portales para aliviar la congestión.
Eligió escultores y fundidores en las regiones septentrionales, y no en la lejana Bizancio. Las puertas principales representan la “Pasión y Ascensión del Salvador”. Hizo erigir la puerta de la derecha en bronce dorado, y reutilizó la de la izquierda, coronándola por un mosaico (novedad). Luego, como el abad Didier de Montecasino, hizo inscribir su nombre, y una oración a san Dionisio. Suger describió su obra en De Administratione, y recordó el texto sobre la fachada:

“Por la gloria de la iglesia que lo nutrió y crió,

Suger se ha dedicado a la gloria de la iglesia.

Y participa contigo de lo que eres, mártir Dionisio.

Te ruega que, a través de tus oraciones, pueda tener una parte en el Paraíso.

Era el año mil ciento cuarenta,

El año del Verbo cuando fue consagrada”.

Las esculturas del portal real se realizaron hacia 1160 siguiendo las pautas escogidas de Suger. El tema principal del portal central es el Juicio Final, esculpido en el tímpano. Las esculturas de los pórticos norte y sur se inspiran en la vida de san Dionisio. Las puertas de bronce cuentan la Pasión de Cristo. Suger hizo grabar un texto de Dionisio Areopagita:

"Quienquiera que seas, si quieres exaltar el honor de las puertas,

No admires ni el oro ni el gasto, sino el trabajo de la obra.

La obra noble brilla, …,

Debería iluminar las mentes, para que puedan ir, …

A la luz verdadera, donde Cristo es la puerta verdadera. …”

Quizás por respeto a los constructores originales, Suger no tocó la nave central carolingia. La fecha de consagración fue el 9 de junio de 1140.

### La construcción de la cabecera
En la abadía de Saint-Denis se estudiaba un manuscrito griego de las obras de Dionisio Areopagita, llamado el Pseudo Dionisio, filósofo griego de los siglos V-VI. Este manuscrito, de clara orientación neoplatónica, fue donado a la abadía hacia el 827 por el emperador Luis el Piadoso, que lo había recibido del emperador bizantino Miguel II el Amoriano. La interpretación de este texto por el filósofo Juan Escoto Erígena en el siglo IX dio lugar a una corriente mística de la teología medieval: Dios es luz, la imagen del foco primordial de luz, del que sale un rayo que atraviesa y transfigura la materia, permitiendo al hombre, por su contemplación, ascender, por el “modo anagógico”, de lo visible a lo invisible. Esta interpretación influyó fuertemente en Suger, tanto más al coincidir con las ideas del ilustre maestro Hugo de San Víctor, su contemporáneo y el más escuchado en París, que escribió en 1125 su visión del mundo en sus comentarios sobre la Jerarquía Celeste del Pseudo-Dionisio.

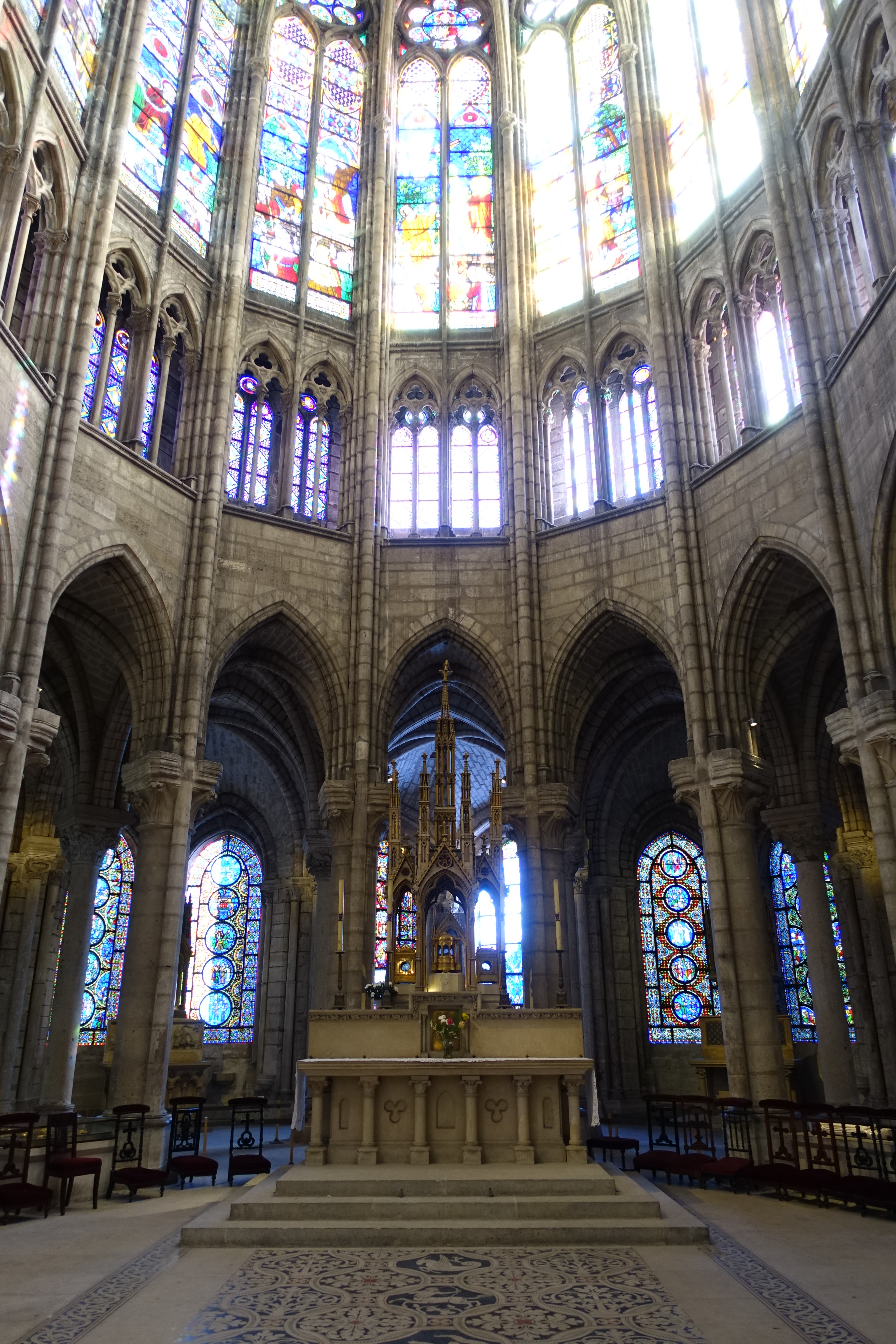
Cabecera de Saint-Denis con su deambulatorio y vidrieras.

Podemos encontrar el origen de las ideas de Suger para la reconstrucción de la cabecera en: su viaje a Italia; en las ideas recogidas del abad Didier de Montecasino que fue su modelo integral; en la basílica constantiniana de San Pedro en Roma, de la era paleocristiana, con su doble columnata en el deambulatorio; y el de la catedral de Saint-Etienne de París del siglo VI. En la cabecera de Suger encontramos una adhesión a las tradiciones romanas y una renovación de la antigüedad. Pero todas estas maravillas no habrían podido ser admiradas en todo su esplendor sin la iluminación de toda la iglesia por los grandes ventanales del ábside, joya de toda la obra del abad.
Suger reunió el capítulo general, en presencia del rey Luis VII, poco después de la consagración de la fachada occidental, y les expuso su programa de reconstrucción de la cabecera de la abacial, que se encuentra descrito en De consecratione:  
- Se compromete a tratar las piedras de la antigua iglesia como reliquias de piedra, ya que habían recibido la consagración divina.
- El antiguo ábside será reemplazado por una nueva construcción más alta, para que los santuarios de los mártires sean más visibles.
- En la cripta se pondrán cimientos sólidos para las columnas y arcos del ábside.
- Con ayuda de cálculos aritméticos y geométricos, el centro de la antigua nave deberá alinearse con el centro de la nueva cabecera.
- En el extremo de la iglesia habrá capillas con magníficas y resplandecientes vidrieras, cuya “maravillosa y continua luz” llegará a “penetrar y purificar la belleza interior de toda la iglesia”.

Suger colocó la primera piedra el 14 de julio de 1140. En presencia de Luis VII se organizó una solemne procesión portando las reliquias de la Pasión (un clavo y un fragmento de la corona de Cristo, y el brazo del viejo Simeón). Al descender a la fosa, el rey colocó la primera piedra y los monjes colocaron piedras preciosas.
De 1140 a 1144, “en tres años, tres meses y tres días”, como dijo Suger, construyó una nueva cabecera inundada de luz, que se adaptaba mejor a la exposición de las reliquias de los santos venerados por los peregrinos que llegaban en número cada vez mayor. En efecto, la antigua cripta carolingia de las reliquias había provocado problemas durante las peregrinaciones y la afluencia de público era tan numerosa que, según Suger, algunas mujeres se sentían agobiadas y se desmayaban, o morían profiriendo gritos desgarradores.
Después de ampliar y nivelar las antiguas criptas, Suger atacó la construcción del ábside y las capillas radiantes, utilizando instrumentos “geométricos y aritméticos” para hacer coincidir el centro del antiguo edificio con el del nuevo, el ambiente espiritual y el litúrgico. Así se crearon las dos coronas radiantes de capillas, inferior y superior, ritmadas por las doce columnas -doce profetas, doce apóstoles- alrededor del deambulatorio.
Para conseguir los objetivos de una iglesia “luminosa” de Suger, sus arquitectos y albañiles se basaron en las diversas novedades que evolucionaron o se habían introducido en la arquitectura románica. Construyó un coro para el que utilizó bóvedas de crucería en el techo, con las nervaduras irradiadas hacia las columnas de soporte. Sus arquitectos utilizaron arcos apuntados en lugar de arcos redondos para distribuir mejor el peso, y añadieron contrafuertes en el exterior para sostener los muros. Estos nuevos elementos arquitectónicos aseguraron que el peso de la cubierta fuera soportado en su totalidad por pilares y columnas ligeras, permitiendo una bóveda muy alta y que las paredes fueran de vidrio -vidrieras- y convirtiéndolas en muros de luz. Estas innovaciones se convirtieron en esenciales de lo que posteriormente se llamó el estilo gótico. Su “arquitectura de la luz”, como se la llamaba en aquella época, deslumbraba a los fieles y los elevaba a Dios.
La cabecera fue consagrada el 11 de junio de 1144 en una ceremonia muy suntuosa, de la que Suger describe el lujo y la belleza. Se organizó una procesión encabezada por el rey Luis VII y la reina Leonor de Aquitania. Diecinueve obispos, numerosos abades y el legado papal transportaron los tres relicarios de plata de los santos mártires desde la oscura y estrecha cripta carolingia hasta la nueva cabecera. Se dispusieron veinte altares y el obispo de Meaux tuvo que oficiar en dos de ellos. Las reliquias estaban bañadas en luz en un magnífico y brillante altar de oro y plata desaparecido y eran visibles para todos desde cualquier parte de la iglesia.
Suger pudo entonces escribir orgullosamente:

“La nueva cabecera estando unida al nártex,

La iglesia resplandece, iluminada en su nave central,

Porque luminoso es lo que une dos fuentes de luz en claridad.

La famosa obra brilla con esta nueva claridad.

La ampliación se ha llevado a cabo hoy.

Fui yo, Suger, quien dirigió los trabajos.”

### Las vidrieras. Implicaciones religiosas de la luz
En la abadía de Saint-Denis, Suger se apoyó en las innovaciones de ingeniería y arquitectura para conseguir una mayor verticalidad del edificio, y todo con el objetivo último de aumentar la luminosidad en la iglesia, como un medio para construir una escalera entre la luz visible y la invisible, de tal manera que los sentidos del hombre pudieran percibir la luz trascendente.
Los constructores de la abadía intentaron, mediante el vaciado de los muros y las vidrieras coloreadas, materializar la correspondencia entre lo divino y la luz, al tiempo que las vidrieras transmitían un potente mensaje iconográfico.

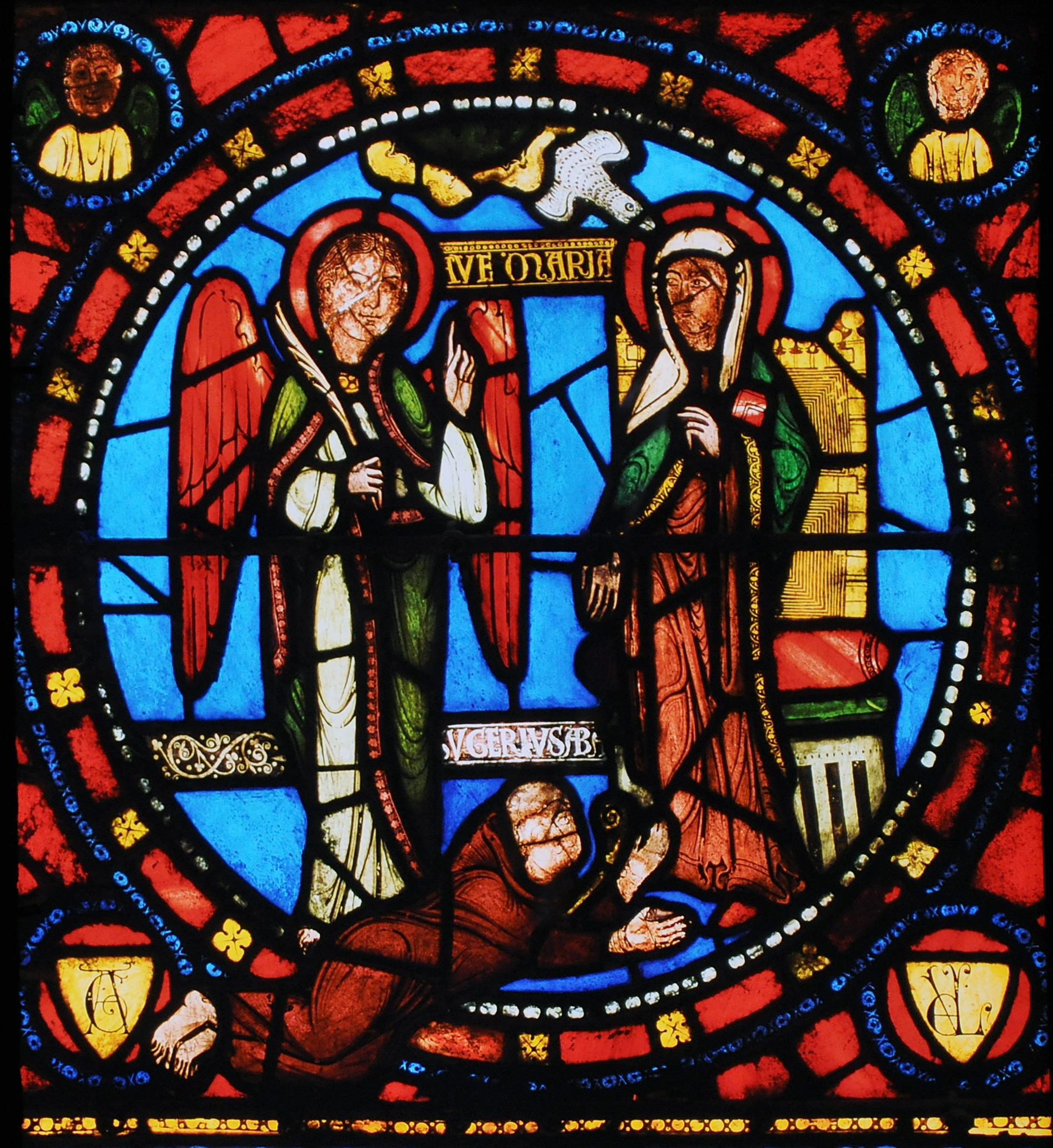
Vidriera de la Anunciación en el panel de la infancia de Cristo, con Suger a los pies de la Virgen, después de la restauración de Alfred Gérente en 1855.

Suger estuvo influenciado por los escritos místicos de Dionisio Areopagita, a quien ahora llamamos el Pseudo-Dionisio, que se creía era el Dionisio que Pablo convirtió en Atenas. Dionisio argumentó que se podía lograr la presencia espiritual a través de la luz, por lo que Suger se propuso construir una iglesia que admitiera la mayor cantidad de luz posible. Dionisio construye un puente entre la filosofía neoplatónica y el pensamiento cristiano, y relaciona el concepto de belleza y la luz como relación entre proporción y esplendor. La belleza terrena es hija de la belleza divina y es uno de los mejores medios para la comunicación Creador-criatura. La belleza incluye necesariamente un cierto esplendor luminoso que refleja la luz divina. ‘No hay nada material que no revele algo de la belleza espiritual’. Dionisio considera a Dios como: ‘luz inmaculada y sublime, de espléndida e inefable belleza’.
Suger buscó plasmar en piedra la reflexión filosófica-teológica de Dionisio sobre la luz. Para embellecer la iglesia, Suger se propuso como meta fundamental hacer entrar la luz en el recinto sagrado. Así sería un reflejo de la luz que emana de Dios e ilumina toda la creación material y el universo espiritual. La luz atravesando los vitrales toma coloraciones multicolores que baña todo el interior de la iglesia, haciendo sentir a quien la visita que es el mismo Dios que está atento a su plegaria.
El abad de Saint-Denis encuentra en la luz una vía excepcional para alcanzar la comprensión de lo incomprensible, la visión de lo invisible. La luz material (lumina vera) guía al alma hasta los destellos espirituales de la verdadera luz (verum Lumen), que es Cristo. El ambiente es tal que ayuda al hombre a elevarse hacia la trascendencia y así saciar su sed de unión con el Creador.
Para Suger la luminosidad de la iglesia debía eclipsar los demás aspectos de la catedral, la luz como símbolo de Dios que como la gracia divina penetra con dulzura y suavidad, convirtiendo a la Casa de Dios en una escalera para subir al cielo.
La vidriera se basa en la coloración translúcida sin excluir las representaciones figurativas, lo que suponía una innovación total y permitía configurar un espacio sacralizado a través de la luz. Los vidrios se unen y fijan a través de venas de plomo que forman un conjunto resistente que será enmarcado en el arco de piedra. Es un muro translúcido que cambia según el momento del día y la inclinación del sol entre el equinoccio y el solsticio. La luz natural es tamizada por los vitrales y penetra en el recinto con una intensidad estudiada que permite arrancar al visitante de su mundo cotidiano, y elevarlo por encima de sí mismo, invitándolo a entrar en una dimensión metafísica superior.
Suger consiguió que la luz hablara del más allá, de la vida eterna, de la trascendencia del hombre y de la presencia de Dios, convirtiéndose en una luz metafísica.
A destacar que hay autores que consideran que no se puede hablar de una metafísica de la luz, sino que quizás Suger intentó solo describir la luminosidad del coro al final del día, a beneficio de los monjes durante sus oraciones en la iglesia, y que la iluminación de la oscuridad buscaba representar la liturgia terrestre como imagen del esplendor celeste.

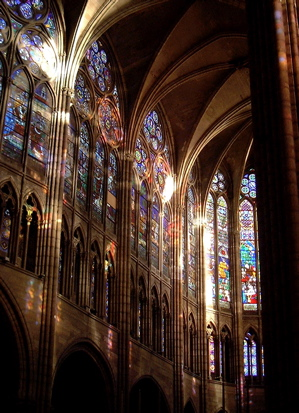
Nave noroeste a la puesta de sol.

La luz fue el elemento clave para convertir a la iglesia de Saint-Denis en el alma para intensificar la fe de los creyentes. Paradójicamente, este ideal tan etéreo costaba una fortuna. Además del reto técnico que suponía, construir con vitrales podía cuadruplicar el valor de una superficie similar hecha en piedra. El precio previsto por Suger para las vidrieras fue de 700 libras, una suma inmensa entonces. Suger nombró un maestro vidriero para su conservación y reparación.
Cada ventana tenía dos vidrieras y el programa iconográfico se componía de compartimentos semicirculares y rectangulares, realzados por ornamentos vegetales, hilillos y cenefas. Las vidrieras de la cabecera representan el Árbol de Jesé a la derecha, y la infancia de Cristo a la izquierda; abajo estaba representado Suger con la cruz abacial y la inscripción de su nombre. En las capillas vecinas del norte se encuentran escenas del Éxodo y alegorías del Nuevo Testamento respecto al Antiguo Testamento. Al sur se encuentra un panel con el signum Tau de la visión de Ezequiel. En las capillas extremas del deambulatorio fueron añadidas, algunos años más tarde, dos vidrieras sobre la leyenda del peregrinaje de Carlomagno a Tierra Santa y escenas de la primera cruzada (no mencionadas por Suger). A todas estas vidrieras que adornaban las nueve capillas de la cabecera y las nueve de la cripta, se añadían las de la nave y la gran vidriera de la fachada occidental, lo que supuso un total de cincuenta y dos a cincuenta y cuatro vidrieras.
Hay vidrieras que representan la leyenda de San Dionisio, la historia de la basílica, la vida de papas, reyes y reinas de Francia. El rosetón sur ilustra la Creación según el texto bíblico, con la figura de Dios en el centro, rodeada por los seis días de la creación, ángeles y signos del zodíaco; a su alrededor, se evocan las diferentes labores agrícolas realizadas a lo largo de un año. Todas estas vidrieras fomentaban la reflexión y la meditación de los monjes eruditos de la abadía. Muchas de estas vidrieras han sido restauradas en el siglo XIX.
Suger pudo escribir en el De administratione: 

“Hemos hecho pintar por manos delicadas de numerosos maestros de diversos países, una espléndida variedad de nuevas vidrieras, a la vez abajo y arriba, del primero que comienza la serie, el Árbol de Jesé, en la cabecera de la iglesia, hasta la ventana sobre la puerta de entrada principal.”

## Legado del Abad Suger
El legado del abad Suger puede resumirse en tres aspectos:
- Historiografía. Los escritos dejados por el propio abad Suger.
- La arquitectura Gótica.

- Sus colecciones de arte, ya que Suger fue también un mecenas de arte. Entre los vasos litúrgicos que encargó o poseía se encuentran: 
  - El Águila de Suger, antiguo jarrón de pórfido egipcio del siglo II hecho con niel y oro, y montado en un águila medieval de plata dorada.
  - El Cáliz de Suger, copa de sardónico del siglo I/II a. C. con montura de plata muy dorada y adornada con filigranas engastadas con piedras, perlas e inserciones de vidrio (s. XII).
  - Un aguamanil de sardónica, con un vaso posiblemente bizantino del s. VII.
  - Jarrón de Leonor de Aquitania, un jarrón de cristal de roca de una vasija persa de los siglos VI o VII.

### Historiografía
La historiografía era para Suger un arma política. La historia no la concibe como la documentación de un hecho histórico, sino como la que crea la realidad política.
Los escritos de Suger tienen una doble importancia, ya que tratan no solo de la abadía de Saint-Denis, sino también de la historia de Francia y de sus reyes. Además de actas y cartas, existen tres textos que giran alrededor del contexto monástico de Saint-Denis (Ordinatio, De consagratione, y De administratione), en los que el hombre político desaparece aquí detrás del monje y del abad, ya que Suger puso todas sus aspiraciones y acciones al servicio del convento de Saint-Denis, y una última obra sobre la vida del rey Luis VI (Vita Ludovici Grossi), además de coautor de la historia de Luis VII de Francia (Historia gloriosi regis Ludovici).
Suger estaba obsesionado con el olvido de las buenas obras materiales y espirituales con el tiempo y por los cambios en las costumbres. Suger se implicó personalmente en la vida de su comunidad y en la realización de sus construcciones. Todo ello y las peticiones de algunos monjes, le llevaron a tomar la pluma a los cincuenta y seis años y a esforzarse para perpetuar su imagen.
En toda la obra de Suger domina un sentimiento hacia la belleza y la armonía del mundo. Se muestra como un monje ansioso por las generaciones futuras y el destino de la humanidad, y pesimista hacia sí mismo por los pecados cometidos durante su vida.
En sus escritos, Suger muestra facilidad de expresión. Su estilo es conciso, usando giros de frases que a veces son difíciles de interpretar, pero sin ser confusos. Utiliza mucho la contraposición de ideas o imágenes para reforzar una de ellas, y le gusta usar mucho las aliteraciones o repeticiones de palabras. Dos capítulos lexicográficos se imponen en la obra escrita de Suger: el vocabulario militar (muy rico al haber participado directamente en campaña) y el vocabulario arquitectural (por la reconstrucción de la basílica).
En las obras de Suger encontramos a menudo las descripciones de lugares, con una belleza benéfica y una fealdad inquietante, las descripciones realistas de la guerra, y la descripción de personas con sus cualidades y defectos, utilizando epítetos adjuntos al nombre.
La liturgia es un elemento clave para comprender el carácter y el contenido de los tres documentos abaciales. Los pasajes sobre la forma de las construcciones aparecen en un contexto de culto y litúrgico, no son una simple descripción arquitectural.
La "Ordinatio" es una ordenanza para la vida regular, compuesta tras la puesta de la primera piedra el 14 de julio de 1140 en presencia de Luis VII y el capítulo general, y que oficializó la obra de restauración monástica y litúrgica según las tradiciones de culto ligadas a Carlos el Calvo. Es una Regla formulada por Suger y aprobada por el capítulo general de la abadía, y ofrece una detallada descripción de la colocación de las piedras fundacionales de la cabecera.
El libro "De consecratione" (De consecratione ecclesiæ Sancti Dionysii : Libellus alter) es un informe detallado sobre la construcción y la consagración de los nuevos nártex y cabecera. En la introducción expone su preocupación “…para llevarlos al conocimiento de nuestros sucesores, la consagración gloriosa… de esta santa iglesia y de la traslación muy sagrada de los muy preciosos mártires Dionisio, Rústico y Eleuterio…”. El escribirlo es una obra sagrada para merecer la propiciación divina y para transmitir a las generaciones venideras el modelo de ejemplo a seguir. Se puede fechar en la segunda mitad de 1144 como pronto, y en 1146-47 como muy tarde.
El libro "De Administratione" (De rebus in administratione sua gestis : Sugerii abbatis Sancti Dionysii Liber) trata de las obras realizadas durante su administración, con una primera parte sobre la mejora de las condiciones económicas de la abadía, y una segunda sobre la remodelación y ornamentación interior de la iglesia. Habla de la adquisición de nuevos bienes, la recuperación de los antiguos, la construcción de edificios, la acumulación y aumento de tesoros de oro, de plata y de piedras preciosas, para transformar el equipamiento de la iglesia abacial. En este libro Suger describe todos los ornamentos que utilizó para decorar su iglesia, como la gran cruz, sillería del coro, púlpito, trono de Dagoberto, águila-pupitre del coro, objetos litúrgicos y vidrieras. Para cada imagen dio una explicación en versiculi, para que los visitantes y peregrinos pudieran comprender su sentido. El libro debió escribirse probablemente tras la consagración de la cabecera el 11 de junio de 1144, y antes de marzo de 1145.
En "Vita Ludovici Grossi Regis" Suger inicia un estudio de la historia de Francia focalizado en la función real, más que en el rey. Utiliza a Luis VI como modelo de realeza medieval y un ejemplo para los reyes a venir. Suger pone por escrito la mayor parte de las acciones del rey, o de él mismo, sin preocuparse de una secuencia lógica preestablecida, ya que lo que importa es la naturaleza de los eventos, y no cuándo han ocurrido en detalle. Construye su narración en muchos casos presentando un problema, luego la intervención del rey, vuelta al orden y finalmente una moralidad. Suger desliza la subordinación de la espada temporal a la espada espiritual, para restablecer la paz en el reino. La función del rey es defender la iglesia y los pobres. Su narración parece veraz por su memoria prodigiosa y porque fue testigo ocular en muchos casos de los eventos narrados. No adula e incluso se permite alguna crítica, ya que es un sujeto leal, un amigo querido y dedicado al rey, pero pone límites a la autoridad soberana que no debe caer en caprichos ni transgredir la ley. Esta obra fue escrita entre septiembre de 1143 y junio de 1144, siete años después de la muerte del rey, y dedicada a Jocelin de Vierzy, obispo de Soissons, el amigo más íntimo de Suger.
El comienzo de la historia de Luis VII de Francia, es un fragmento de gran importancia, que fue probablemente interrumpido por la muerte de Suger en 1151. A. Molinier ha demostrado que este fragmento está en el origen de la redacción de la "Historia gloriosi regis Ludovici" que se extiende hasta el nacimiento de Felipe Augusto, en 1165, y que es la fuente latina de las Grandes crónicas de Francia.
El secretario de Suger, Guillermo de Saint-Denis, produjo dos obras sobre él: la primera, una carta poco después de su muerte anunciando su fallecimiento; la otra, una breve biografía ("Sugerii Vita" ; La vida de Suger) escrita entre el verano de 1152 y el otoño de 1154.  Las obras de Suger inspiraron a los monjes de Saint-Denis en su gusto por la historia y dieron lugar a una larga serie de crónicas cuasi oficiales.

### Suger y la arquitectura gótica
A menudo se dice que Suger inventó la arquitectura gótica, pero eso no es totalmente correcto ya que no era arquitecto. Tenía dos arquitectos/maestros canteros trabajando para él, convirtiendo su visión en piedra y vidrio, pero sus nombres nunca han salido a la luz. Así que Suger se lleva el crédito en ausencia de alguien con quien compartirlo.
Se considera a Suger como un precursor del gótico, de lo que se llamó en su momento francigenum opus, el arte de Francia, desarrollado sobre todo en la región francesa de Isla de Francia. Su concentración de artistas “de todas las partes del reino” inauguró en la Isla de Francia, hasta entonces relativamente baldía, la gran síntesis selectiva de todos los estilos regionales franceses a la cual llamamos gótico.
Se considera que el gótico apareció por vez primera en tres grandes iglesias situadas en un área limitada, en lugares de especial importancia para la monarquía francesa de los Capeto, ligadas a Suger, Henri de Sens y Godofredo de Chartres, tres prelados que eran amigos y compartían las mismas convicciones:
- La Basílica de Saint-Denis (primera abadía gótica) del abad Suger, consagrada en 1144.
- La primera catedral gótica de Henri de Sens. La reconstrucción de esta catedral comenzó en 1135, siendo preboste del capítulo el canciller Étienne de Garlande, y fue consagrada en 1164.[116]
- La catedral de Chartres de Godofredo de Chartres (primeras manifestaciones de la escultura arquitectónica gótica). Godofredo de Lèves, obispo de Chartres (1115-1149) y soporte de la Escuela de Chartres, impulsó el trabajo de los escultores del portal derecho de la fachada durante la primera reconstrucción de la catedral hacia 1145-1155.[117]

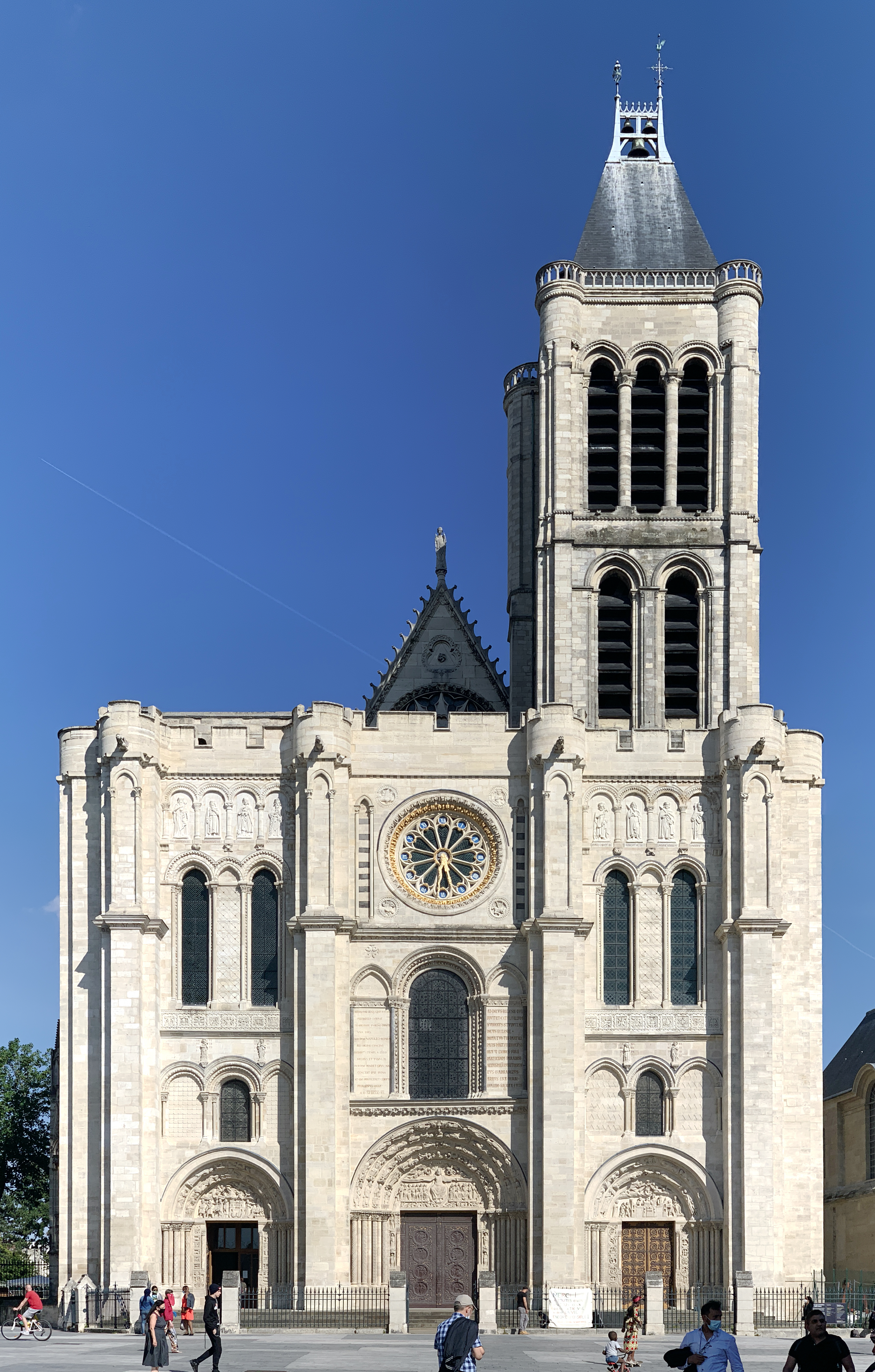
Fachada occidental de la Basílica de Saint-Denis.

Este gótico primitivo fue una evolución de la arquitectura románica, aunque algunos de sus elementos no eran novedosos, ya que se inspiraban en elementos románicos de Normandía y Borgoña. El rosetón de su fachada occidental fue una de las grandes innovaciones de la historia de la arquitectura. Otros elementos fueron las bóvedas de crucería, nervaduras irradiadas, arcos apuntados, y contrafuertes en el exterior.
Suger logró armonizar la obra “moderna” con la “antigua”: la nueva cabecera ha sido “ennoblecida por la belleza de su longitud y anchura”; la verticalidad de la nave central de su cabecera, “de repente levantada a una gran altura por las columnas soporte”; su luminosa transparencia cuando describe su iglesia “brillaba con la luz admirable y constante de las vidrieras más luminosas”.
La novedad está en el mensaje espiritual que se pretendía transmitir mediante sus elementos novedosos. La escolástica (como llamamos a la filosofía natural medieval) se construyó sobre los mismos principios que el estilo gótico: un énfasis en el orden y la estructura articulada (pero con poco interés en la armonía), con un deseo de luz y claridad. La tesis de Erwin Panofsky en su libro Gothic Architecture and Scholasticism (1951), de que el gótico y la escolástica comparten muchos elementos esenciales, y de la influencia de la teología del Pseudo-Dionisio en el estilo arquitectónico de Saint-Denis, ha sido cuestionada por académicos posteriores que argumentaron en contra de un vínculo tan simplista entre la filosofía y la forma arquitectónica. El trabajo de Suger se inspiró en sus propias ideas religiosas, influenciado por la cosmología de la escuela de Chartres nacida de las interpretaciones de Platón y la Biblia, con unos resultados estéticos que surgen de la convergencia de las matemáticas y la geometría.
Es difícil contextualizar Saint-Denis con otros edificios de la época, ya que muchos fueron destruidos y/o reconstruidos posteriormente, y porque ningún otro edificio de este período disfrutó del nivel de precisión y detalle de los relatos de Suger sobre Saint-Denis. Así, el estilo gótico puede verse como la confluencia de una multiplicidad de tendencias en la arquitectura de este período: “La aparición del arte gótico en la frescura del encuentro fortuito que puede transformar una vida, pero que también podría no haber sucedido nunca”.

### Libros
- Aubert, Marcel (1950). Suger: Figures Monastiques (en francés). París: Ediciones de Fontenelle. Consultado el 4 de mayo de 2025.
- Benton, John F. (1986). “Suger’s Life and Personality" en “Abbot Suger and Saint Denis" de Paula Lieber Gerson (en inglés). Nueva York: Metropolitan Museum of Art. ISBN 0-87099-408-5. Consultado el 30 de abril de 2025.
- Bournazel, Éric (2007). Louis VI le Gros. Francés. París: Fayard. ISBN 978-2-213-63423-4.
- Bur, Michel (1994). La geste de Louis VI, et autres œuvres (en francés). París: Ed. La Documentation Française. ISBN 978-2110812063.
- Dufour, Jean (2004). "Suger, personage complexe" en "Suger en question: Regards croisés sur Saint-Denis" de Rolf Gross (en francés). Munich: Pariser Historische Studien. ISBN 3-486-56833-7. Consultado el 2 de mayo de 2025.
- Führer, Julien (2004). “Suger et Bernard de Clairvaux” en “Suger en question: Regards croisés sur Saint-Denis” de Rolf Grosse (en francés). Munich: Pariser Historische Studien. ISBN 3-486-56833-7. Consultado el 29 de abril de 2025.
- GasparriF, Françoise (2001). “Le latin de Suger, abbé de Saint-Denis (1081-1151)" en "Les historiens et le latin médiéval" de Monique Goullet et Michel Parisse (en francés). Paris: Éditions de la Sorbonne. ISBN 978-2-85944-420-4. Consultado el 3 de mayo de 2025.
- Gasparri, Françoise (2004). “L’abbé Suger de Saint-Denis et la Papauté” en “Suger en question: Regards croisés sur Saint-Denis” de Rolf Grosse (en francés). Munich: Pariser Historische Studien. ISBN 3-486-56833-7. Consultado el 28 de abril de 2025.
- Grant, Lindy (1998). Abbot Suger of St-Denis: Church and State in Early Twelfth-Century France (en inglés). Londres: Routledge. ISBN 978-0-582-05150-8.
- Grosse, Rolf (2004). Suger en question: Regards croisés sur Saint-Denis (en francés). Munich: Pariser Historische Studien. ISBN 3-486-56833-7. Consultado el 3 de mayo de 2025.
- Hedeman, Anne D. (1991). The Royal Image: Illustrations of the Grandes Chroniques de France, 1274–1422 (en inglés). California: Berkeley. University of California Press. ISBN 978-0520070691. Consultado el 8 de mayo de 2025.
- Heers, Jacques (2001). Le Moyen Age, une imposture (en francés). París: Librairie Académique Perrin. ISBN 978-2262029432.
- Henriet, Jacques (2005). À l’aube de l’architecture gothique (en francés). Besançon, Francia: Presses Universitaires de Franch-Comté. ISBN 2-84867-117-3. Consultado el 6 de mayo de 2025.
- Duque de Levis-Mirepoix (1959). Chartres (en francés). París: Hachette.
- Panofsky, Erwin (2004) [1946]. El abad Suger: sobre la abadía de Saint-Denis y sus tesoros artísticos. Madrid: Ediciones Cátedra. ISBN 84-376-2179-8.
- Pernoud, Régine (1981). Lumière du Moyen Age (en francés). París: Grasset. ISBN 978-2246230021.
- Speer, Andreas (2004). “Les écrits de Suger comme source d’une esthétique médiévale” en “Suger en question: Regards croisés sur Saint-Denis” de Rolf Grosse (en francés). Munich: Pariser Historische Studien. ISBN 3-486-56833-7. Consultado el 28 de abril de 2025.
- von Simson, Otto (1988). The Gothic Cathedral: Origins of Gothic Architecture and the Medieval Concept of Order (en inglés). Princeton, Nueva Jersey: Princeton University Press. ISBN 978-0691018676.
- von Simson, Otto (1995). La catedral gótica. Madrid: Alianza Editorial. ISBN 978-8420670102.

### Publicaciones
- Bony, Jean (1983). «Architecture gothique. Accident ou nécessité?». Revue de l’Art (en francés). LVIII-LVIX: 9-20. ISSN 0035-1326.
- Gasparri, Françoise (2001). «L'abbé Suger de Saint-Denis. Mémoire et perpétuations des oeuvres humaines». Cahiers de civilisation médiévale (en francés) 44 (175). ISSN 0007-9731. Consultado el 3 de mayo de 2025.
- GrosseR, Rolf (2004). «La famille de l’abbé Suger». Bibliothèque de l’École des Chartes (en francés) (París) 162. ISSN 0373-6237. Consultado el 2 de mayo de 2025.
- Kidson, Peter (1987). «Panofsky, Suger and St Denis». Journal of the Warburg and Courtauld Institutes (en inglés) (Chicago: The University of Chicago Press). ISSN 0075-4390.
- Merizalde, Roberto José (Julio 2015). «Suger de Saint-Denis y la representación de la luz metafísica». Revista Chilena de Estudios Medievales (Santiago de Chile). ISSN 0719-2215. Consultado el 8 de mayo de 2025.